# Religion en Australie
 (mai 2022).
La mise en forme du texte ne suit pas les recommandations de Wikipédia : il faut le « wikifier ».
Les points d'amélioration suivants sont les cas les plus fréquents. Le détail des points à revoir est peut-être précisé sur la page de discussion.
- Les titres sont pré-formatés par le logiciel. Ils ne sont ni en capitales, ni en gras.
- Le texte ne doit pas être écrit en capitales (les noms de famille non plus), ni en gras, ni en italique, ni en « petit »…
- Le gras n'est utilisé que pour surligner le titre de l'article dans l'introduction, une seule fois.
- L'italique est rarement utilisé : mots en langue étrangère, titres d'œuvres, noms de bateaux, etc.
- Les citations ne sont pas en italique mais en corps de texte normal. Elles sont entourées par des guillemets français : « et ».
- Les listes à puces sont à éviter, des paragraphes rédigés étant largement préférés. Les tableaux sont à réserver à la présentation de données structurées (résultats, etc.).
- Les appels de note de bas de page (petits chiffres en exposant, introduits par l'outil «  Source ») sont à placer entre la fin de phrase et le point final[comme ça].
- Les liens internes (vers d'autres articles de Wikipédia) sont à choisir avec parcimonie. Créez des liens vers des articles approfondissant le sujet. Les termes génériques sans rapport avec le sujet sont à éviter, ainsi que les répétitions de liens vers un même terme.
- Les liens externes sont à placer uniquement dans une section « Liens externes », à la fin de l'article. Ces liens sont à choisir avec parcimonie suivant les règles définies. Si un lien sert de source à l'article, son insertion dans le texte est à faire par les notes de bas de page.
- La présentation des références doit suivre les conventions bibliographiques. Il est recommandé d'utiliser les modèles {{Ouvrage}}, {{Chapitre}}, {{Article}}, {{Lien web}} et/ou {{Bibliographie}}. Le mode d'édition visuel peut mettre en forme automatiquement les références.
- Insérer une infobox (cadre d'informations à droite) n'est pas obligatoire pour parachever la mise en page.

Pour une aide détaillée, merci de consulter Aide:Wikification.
Si vous pensez que ces points ont été résolus, vous pouvez retirer ce bandeau et améliorer la mise en forme d'un autre article.
Religion en Australie (2016),
- Sans religion (30,1 %)
- Protestantisme (23,1 %)
- Catholicisme (22,6 %)
- Christianisme orthodoxe (2,3 %)
- Autres confessions  chrétiennes (4,2 %)
- Islam (2,6 %)
- Bouddhisme (2,4 %)
- Hindouisme (1,9 %)
- Autres religions (1,7 %)
- Non déclaré (9,1 %)

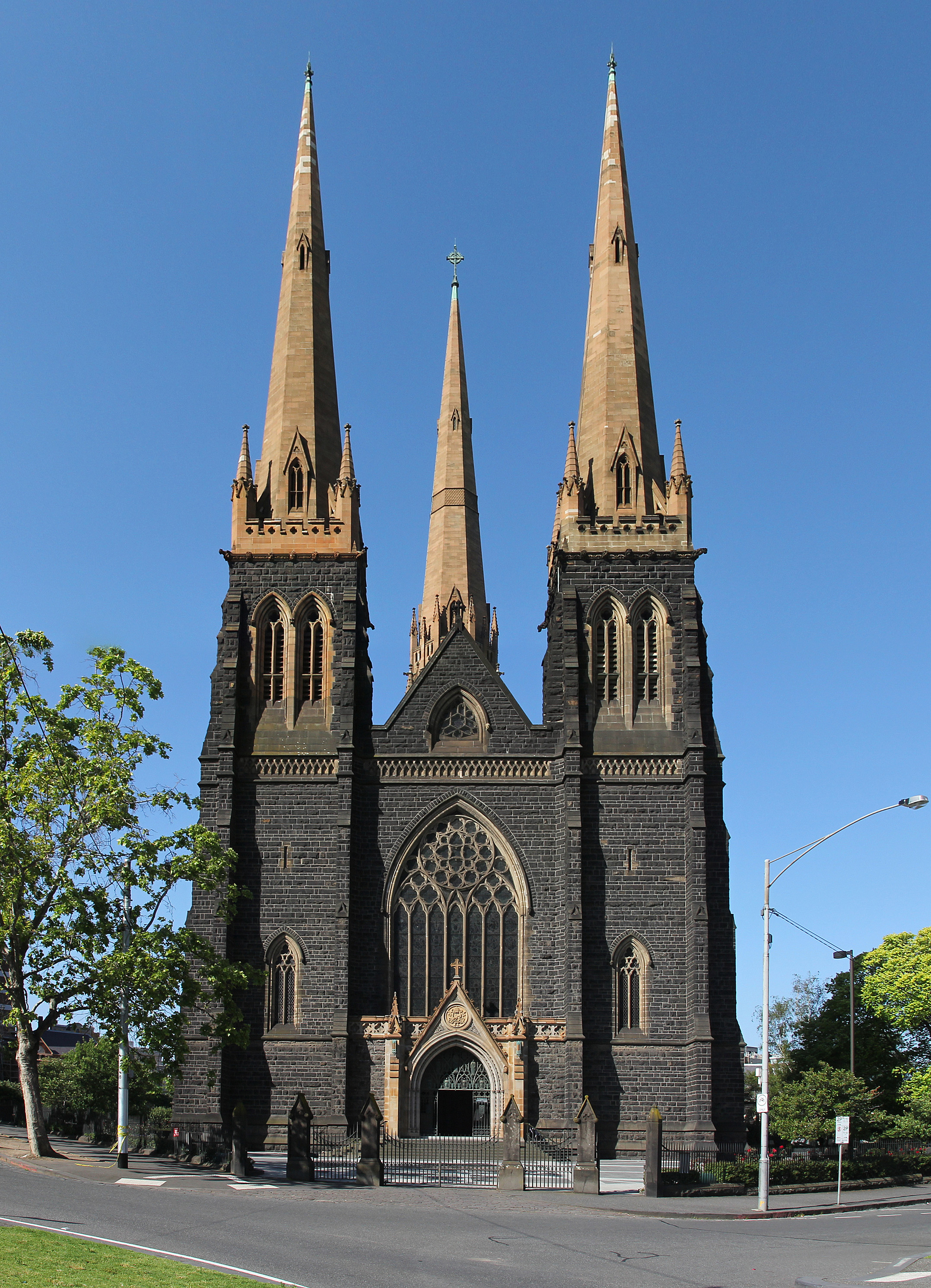
Cathédrale catholique Saint-Patrick à Melbourne, dans le Victoria.

Il existe une diversité de religions en Australie, le christianisme étant la plus répandue. L'article 116 de la Constitution australienne de 1901 interdit au gouvernement du Commonwealth d'établir une Église ou d'entraver la liberté de religion. En réponse à une question facultative du recensement de 2016, 52,2 % de la population australienne a déclaré appartenir à une certaine confession chrétienne, environ 9 % de moins que cinq ans auparavant. Historiquement, le pourcentage était bien plus élevé. Désormais, le paysage religieux de l'Australie est en train de changer et de se diversifier. Selon le recensement de 2016, la répartition religieuse est la suivante : 23,1 % de protestants (13,3 % d'anglicans, 3,7 % appartenant à l'Église unifiée d'Australie, 2,3 % de presbytériens, 1,5 % de baptistes, 1,1 % de pentecôtistes, 0,7 % de luthériens, 0,5 %  d'autres protestants), 22,6 %  de catholiques romains, 4,2 % d'autres chrétiens, 2,6 % de musulmans , 2,4 % de bouddhistes, 2,3 % de chrétiens orthodoxes (2,1 % appartenant à l'Église orthodoxe, 0,2 % aux  Églises orthodoxes orientales), 1,9 % d'hindous, 1,3 % appartenant à une autre religion, 30,1 % n'appartenant à aucune religion, 9,6 % n'ayant pas précisé d'appartenance religieuse. En 2016, 30,1 % des Australiens se sont déclarés "sans religion" et 9,6 % ont choisi de ne pas répondre à la question. Les autres confessions incluent les sikhs (0,5 %) et les juifs (0,4 %).
Les Aborigènes d'Australie ont développé la spiritualité animiste du Temps du rêve, et c'est dans les traces archéologiques de leurs ancêtres qu'on été trouvées certaines des plus anciennes preuves de pratiques religieuses chez des êtres humains. La religion des indigènes du détroit de Torrès présente des similarités avec la mythologie mélanésienne. L'isolation générale des religions indigènes australiennes prend fin avec l'arrivée des premiers colons britanniques en 1788, après quoi les immigrants suivants et leurs descendants ont été majoritairement chrétiens.
Alors que l'Église d'Angleterre avait à l'origine une position privilégiée au sein de l'Australie coloniale, un cadre légal garantissant l'égalité entre les religions apparaît après quelques décennies. De nombreux catholiques irlandais ont été transportés en Australie dans le cadre du système judiciaire britannique. Des méthodistes, presbytériens, congrégationalistes et baptistes non-conformistes britanniques ont installé leurs propres églises au XIXe siècle, ainsi que des luthériens d'Australie (en).
De plus petits groupes sont également arrivés et ont établi leurs églises. Des Juifs ont commencé à arriver au début du XIXe siècle. Les ruées vers l'or australiennes ont fait venir des travailleurs de Chine et des îles du Pacifique, ainsi que des travailleurs spécialisés de l'Inde britannique, comme les « chameliers afghans » majoritairement musulmans.
Bien que l'Australie a une forte tradition de gouvernement séculier, les organisations religieuses ont joué un rôle important dans la vie publique. Les Églises protestantes et catholiques ont joué un rôle essentiel dans le développement des services d'éducation, de santé et de protection sociale,.
Aujourd'hui, environ un quart des chrétiens va à l'église chaque semaine, et un quart de tous les écoliers fréquentent des écoles affiliées à une Église. Les fêtes chrétiennes de Pâques et de Noël sont des jours fériés.

## Histoire

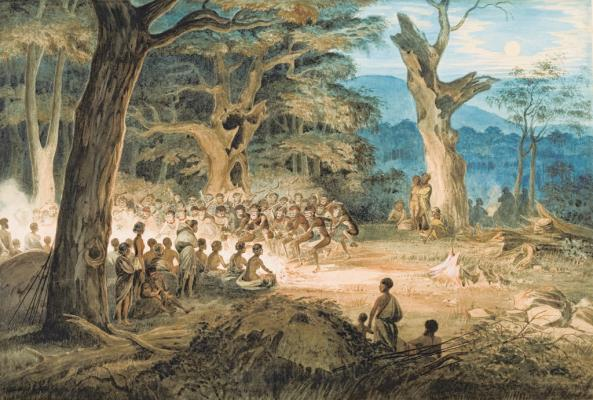
W. R. Thomas, A South Australian Corroboree, 1864, Musée national d'Australie-Méridionale

### Religion aborigène
Au moment de la colonisation britannique, les Aborigènes avaient leur propre tradition religieuse du temps du rêve. Comme l'écrit Mircea Eliade, « Il y a une croyance générale parmi les Australiens [indigènes] que le monde, l'homme, et les différents animaux et plantes ont été créés par certains être surnaturels qui ont ensuite disparu, soit en montant au ciel, soit en entrant dans la terre ». Le Temps du rêve comporte aussi des systèmes de rituel insistant notamment sur les transitions entre les différentes étapes de l'existence, comme le passage à l'âge adulte ou la mort.

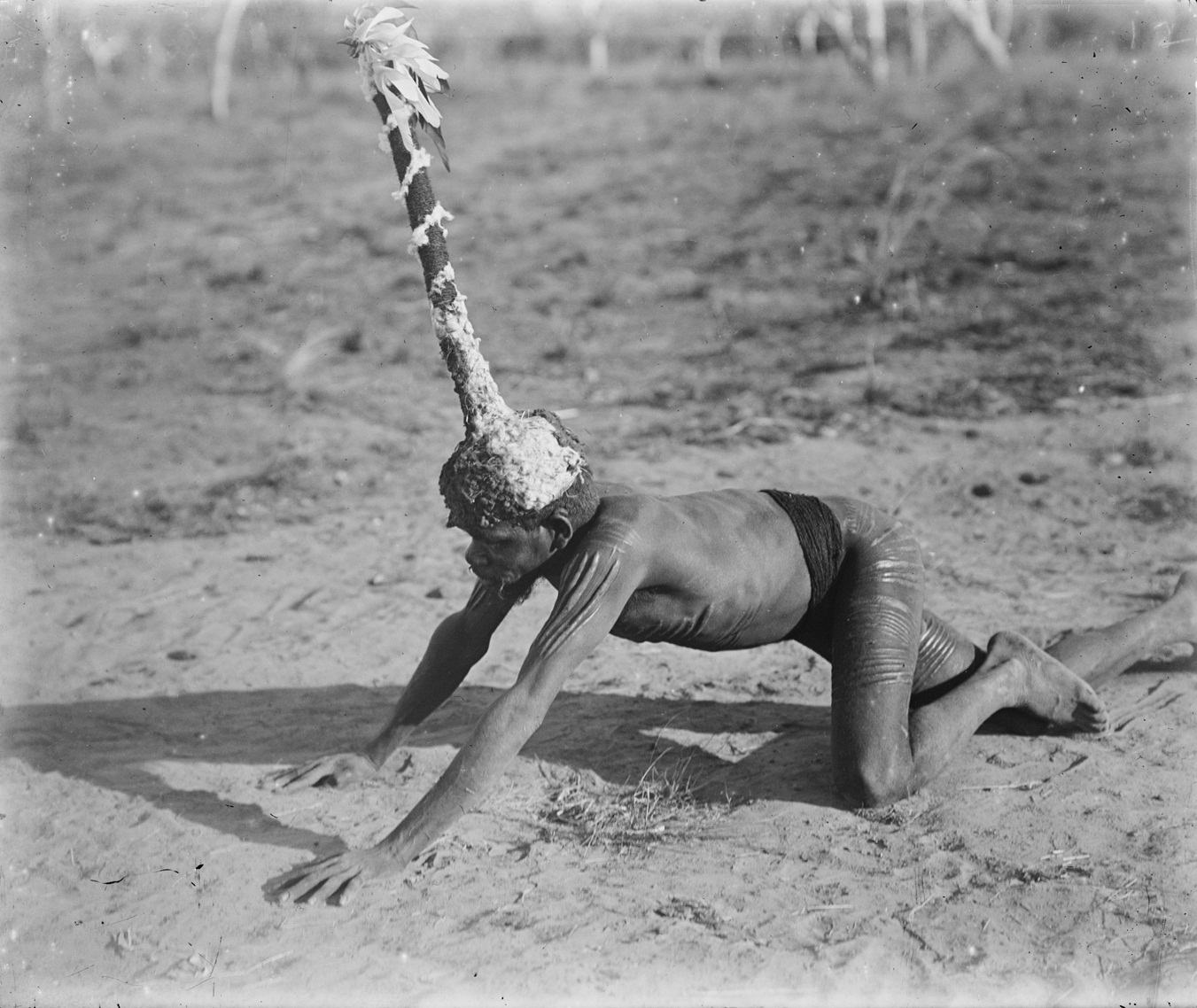
Homme kolaia portant une coiffe cérémonielle, Forrest River, Australie-Occidentale. Les pratiques religieuses liées au temps du rêve existent depuis des dizaines de milliers d'années.

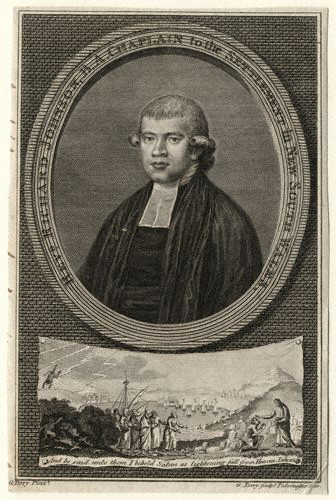
Richard Johnson, prêtre anglican et chapelain de la Première flotte

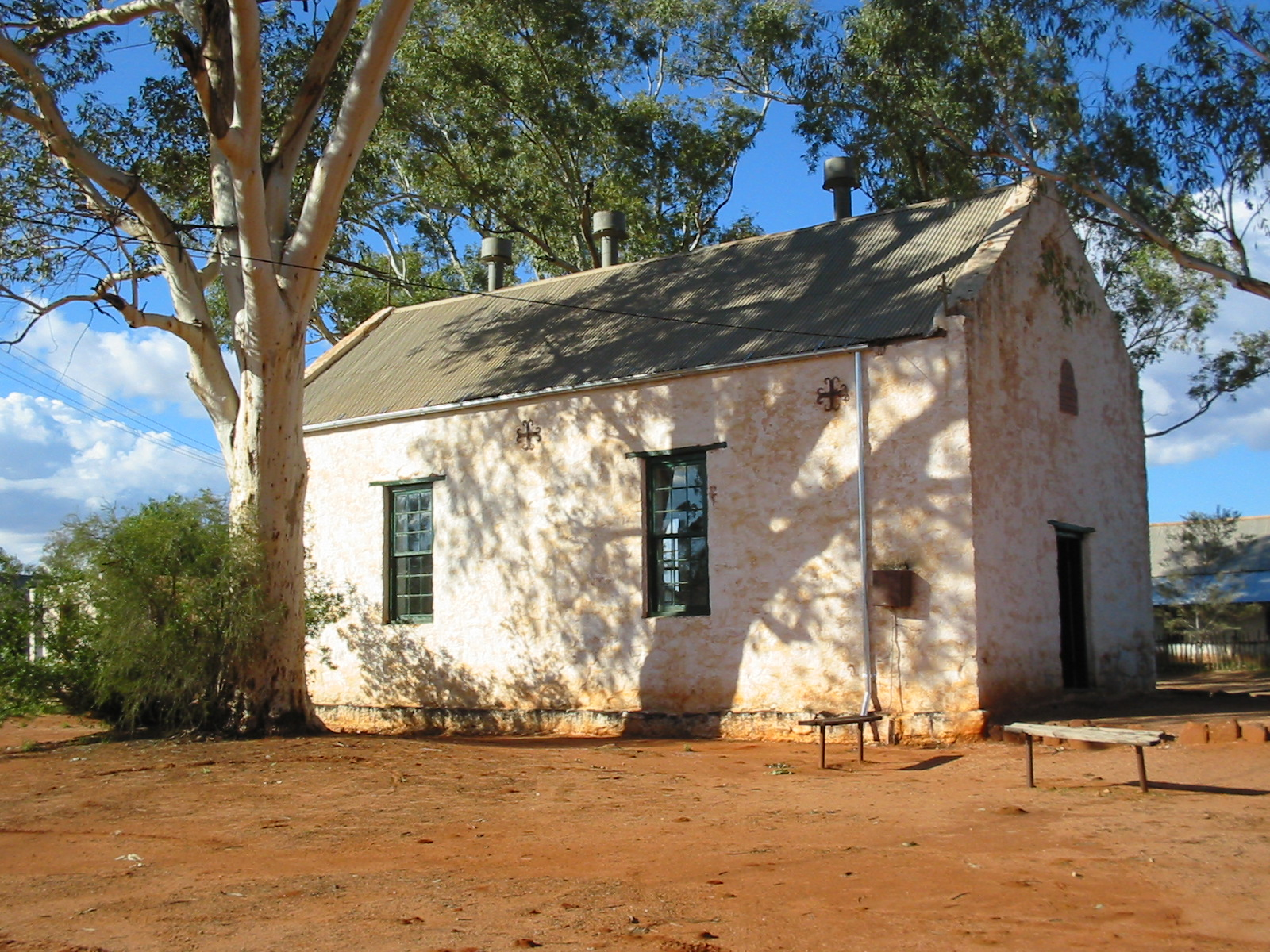
Mission aborigène d'Hermannsburg, Territoire du Nord

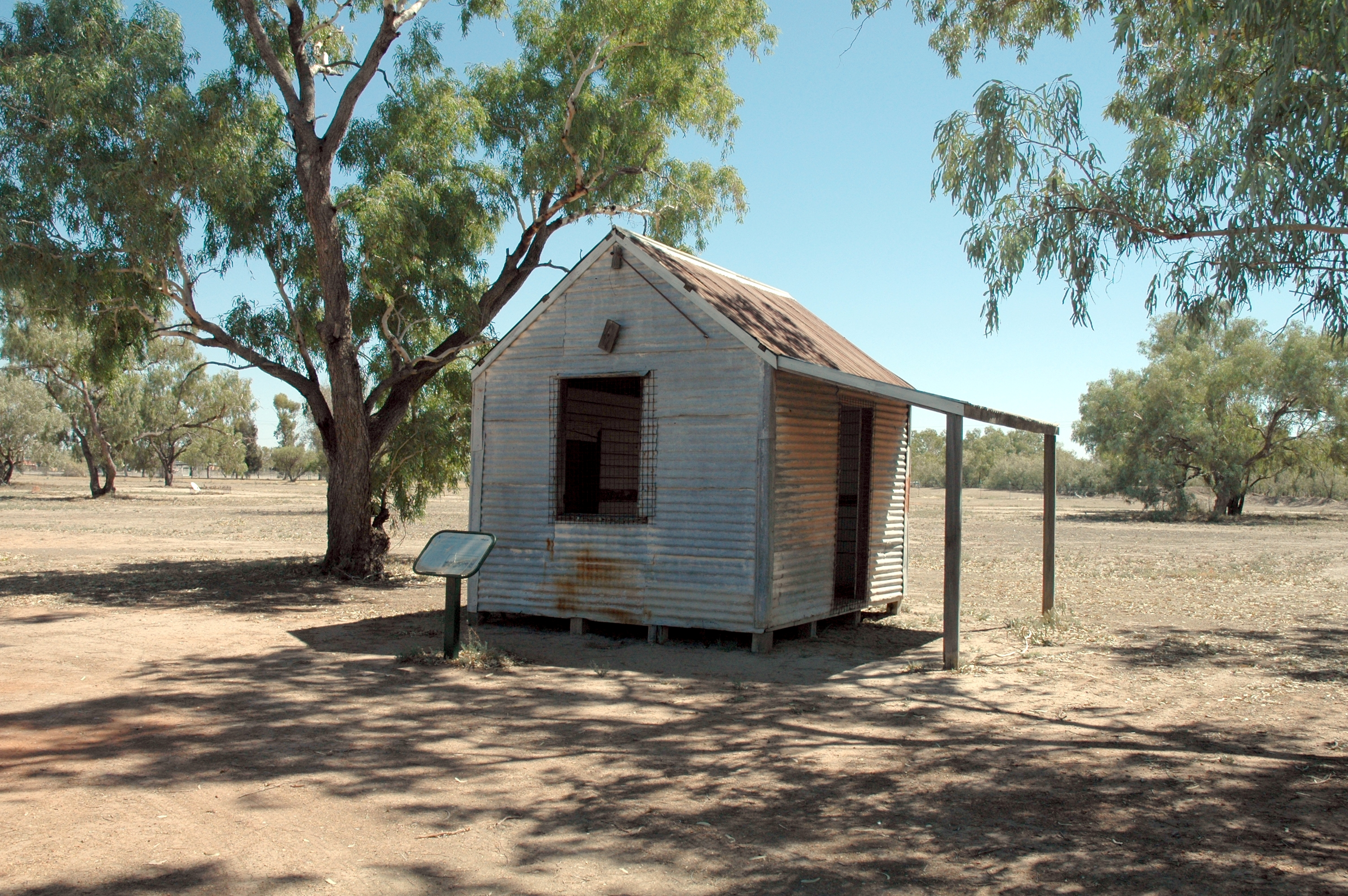
Mosquée du XIXe siècle, Bourke, Nouvelle-Galles du Sud

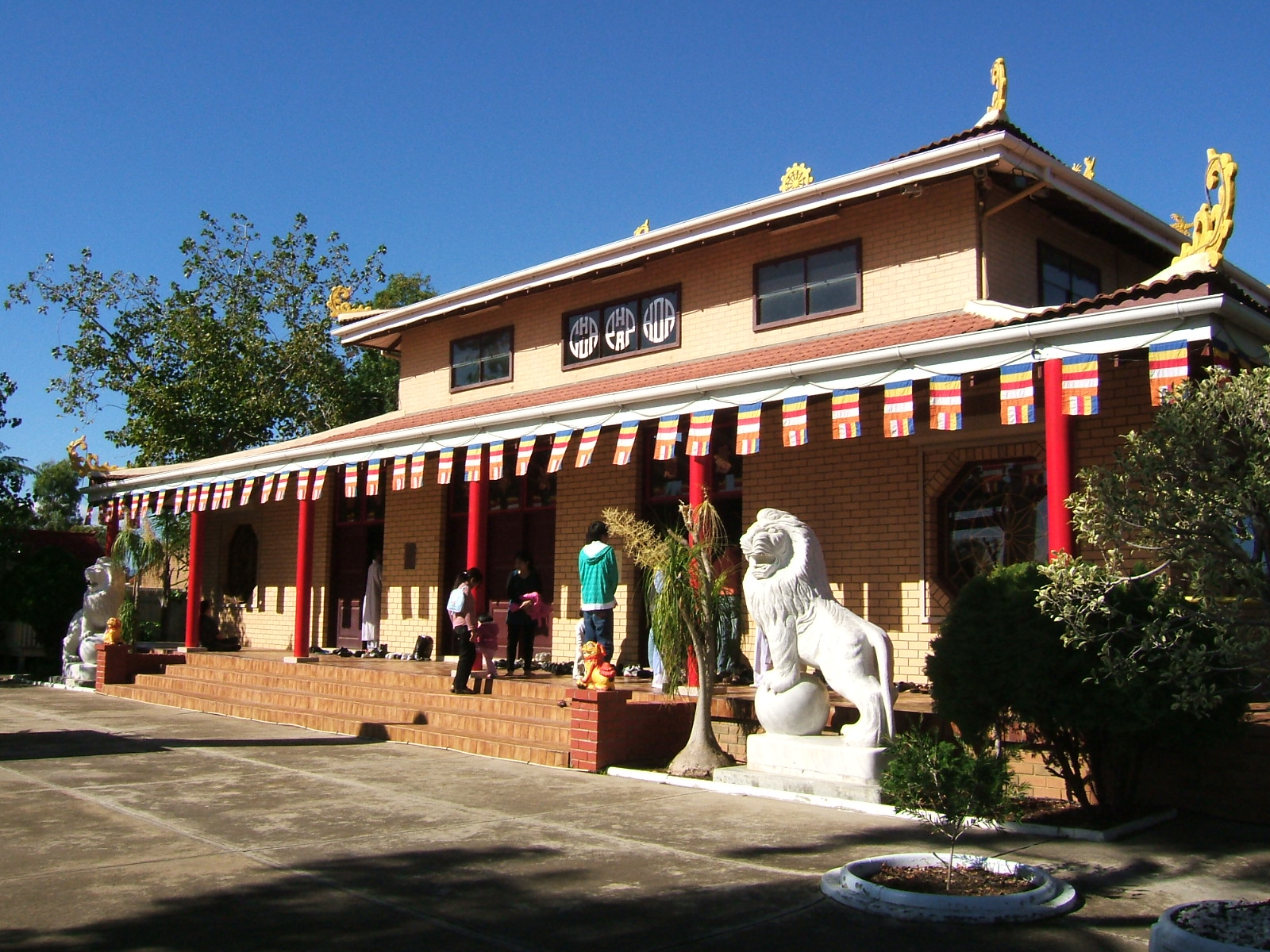
Temple bouddhiste vietnamien Phap Hoa, Adélaïde, Australie-Méridionale

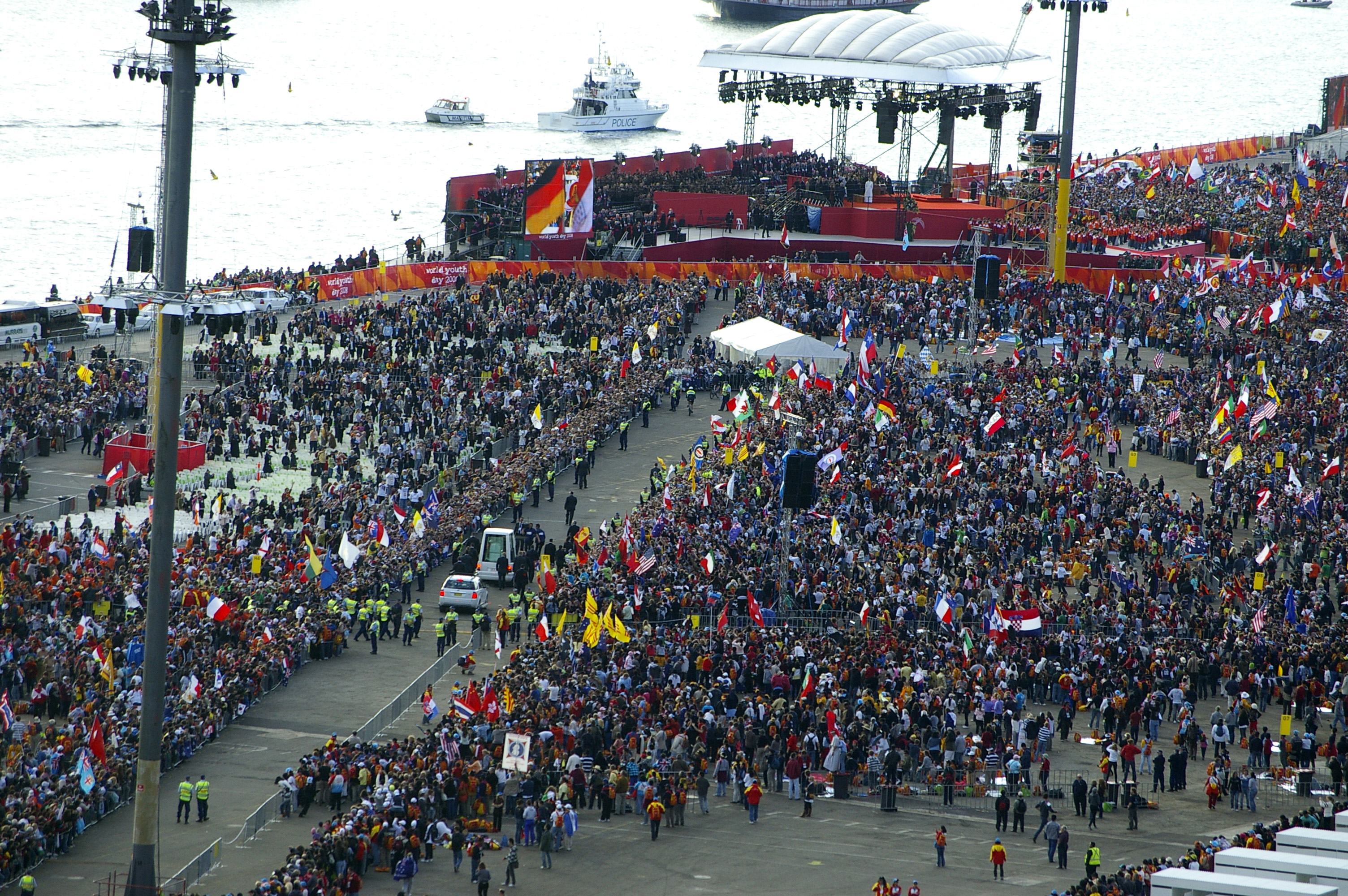
Le pape Benoit XVI arrivant à Barangaroo, Sydney, pour les Journées Mondiales de la Jeunesse de 2008

Les Aborigènes d'Australie sont entrés en contact avec des peuples de différentes religions avant la colonisation européenne de 1788. Ces contacts ont été effectués avec des explorateurs, des pêcheurs et des survivants de naufrages. Il demeure de nombreuses traces de ces contacts. Les Aborigènes du nord de l'Australie (Terre d'Arnhem) ont conservé des histoires, des chants et des peintures racontant des interactions culturelles et commerciales avec des voyageurs en bateau venant du nord. Ils sont généralement considérés comme venant de l'est de l'archipel indonésien. Il existe des preuves de termes et de concepts islamiques intégrant la culture des Aborigènes du nord au travers de cette interaction.
Des siècles avant que les premiers explorateurs européens n'atteignent l'Australie, les théologiens chrétiens se demandaient déjà si cette région, située sur le côté opposé du globe par rapport à l'Europe, était habitée, et auquel cas si ses habitants descendaient d'Adam et avaient été sauvés par le Christ. Le point de vue dominant, exprimé par Augustin d'Hippone, était qu'il "est trop absurde d'affirmer que des hommes aient pu mettre les voiles depuis ce côté de la terre et, en traversant l'immense étendue de l'océan, avoir propagé là-bas une race d'humains descendant du premier homme." Un avis contraire, notamment soutenu par Virgile de Salzbourg, était que "sous la terre il y a un autre monde et d'autres hommes". Bien que l'opinion de Virgile n'est pas très bien connue, la Catholic Encyclopedia spécule qu'il aurait pu se débarrasser d'accusations d'hérésie en expliquant que d'hypothétiques Australiens descendaient en effet d'Adam et étaient sauvés par le Christ.

Au début du XVIIIe siècle, les autorités chrétiennes considéraient que les peuples autochtones des Terra Australis Incognita  et Hollandia Nova  (qui étaient encore souvent considérés comme deux ensembles distincts de terre émergée) avaient besoin d'être convertis au christianisme. En 1724, Jonathan Edwards écrit : 

And what is peculiarly glorious in it, is the gospelizing the new and before unknown world, that which is so remote, so unknown, where the devil had reigned quietly from the beginning of the world, which is larger – taking in America, Terra Australis Incognita, Hollandia Nova, ... – is far greater than the old world. I say, that this new world should all worship the God of Israel, whose worship was then confined to so narrow a land, is wonderful and glorious!

### Christianisme
Le christianisme est arrivé en Australie avec les premiers colons britanniques de la Première flotte. Parmi les condamnés et les colons, la plupart étaient membres de l'Église d'Angleterre et d'Irlande avec un nombre moindre de protestants non conformistes, de catholiques et d'autres confessions. Le premier recensement religieux en 1828 a divisé la première colonie en quatre groupes : les protestants, les catholiques, les juifs et les païens.
La première flotte a apporté des tensions en Australie, alimentées par des griefs historiques entre catholiques et autres chrétiens, tensions qui se sont poursuivies jusqu'au XXe siècle.
L'aumônier de la Première flotte, Richard Johnson, un religieux de l'Église d'Angleterre, a été chargé par le gouverneur Arthur Phillip d'améliorer la « moralité publique » dans la colonie, mais il était également fortement impliqué dans la santé et l'éducation. Depuis lors, les dirigeants chrétiens ont tenu un rôle important dans les domaines de la santé et de l'éducation en Australie, avec plus d'un cinquième des élèves fréquentant des écoles confessionnelles au début du XXIe siècle et un certain nombre d'hôpitaux, d'établissements de soins et d'organisations caritatives du pays ayant été fondés par des organisations chrétiennes.
Bien que les colons libres aient commencé à arriver à la fin du XVIIIe siècle, c'est la ruée vers l'or des années 1850 qui a entraîné une augmentation importante de l'immigration. Les nouveaux colons ont apporté avec eux leurs traditions religieuses, telles que le catholicisme irlandais, le presbytérianisme  écossais et l'anglicanisme, entre autres. Les aborigènes australiens ont subi un déclin au cours de cette période car ils ont été dépossédés de leurs terres et des maladies se sont propagées parmi leur population. Les Églises chrétiennes ont organisé des missions au cours de cette période, officiellement destinées à « civiliser » les communautés aborigènes et à répandre le christianisme. Les conséquences globales de cette activité sont encore contestées, mais elle a contribué au déclin des langues et croyances autochtones.
En Australie-Occidentale, le clergé anglican se considérait comme le pionnier d'une nouvelle société. Outre les rôles religieux habituels de direction de la construction d'églises et du culte public, ils ont pris une part importante dans la charité, l'éducation et le débat public. Ils ont tenté de les refaçonner à leur propre image ecclésiastique basée sur des modèles anglais.
L'Église d'Angleterre a été dissoute dans la colonie de la Nouvelle-Galles du Sud par le Church Act de 1836. Rédigée par le procureur général réformiste John Plunkett, la loi a établi l'égalité juridique pour les anglicans, les catholiques et les presbytériens et a ensuite été étendue aux méthodistes.
La liberté de religion est inscrite à l'article 116 de la Constitution australienne de 1901. En 1901, à part la population indigène et les descendants des migrants de la ruée vers l'or, la société australienne était majoritairement anglo-celtique, avec 40 % de la population étant anglicane, 23 % catholique, 34 % d'autres chrétiens et environ 1 % professant des religions non chrétiennes. Il y avait une population luthérienne d'origine allemande en Australie-Méridionale.

### Autres religions
Il y avait au moins 15 Juifs dans la Première Flotte, 14 condamnés et un enfant « libre ». Les martyrs de Tolpuddle ont été condamnés à la déportation vers l'Australie parce que les sociétés amicales comportaient des éléments forts de ce qui est maintenant considéré comme le rôle prédominant des syndicats. Avant 1901, certains marins et prisonniers musulmans sont arrivés en Australie sur des navires de condamnés. Des chameliers afghans se sont installés en Australie à partir des années 1860, un certain nombre d'entre eux étant sikhs. À partir des années 1870, des plongeurs malais ont été recrutés (la plupart ont été rapatriés par la suite).
En 1901, le gouvernement a adopté une loi limitant l'immigration aux personnes d'origine européenne dans ce qui allait être connu sous le nom de White Australia Policy, ou "politique de l'Australie blanche". En limitant de fait l'immigration de pratiquants de religions différentes, cette politique a garanti que le christianisme restait la religion de l'écrasante majorité des Australiens dans un avenir prévisible et, en fait, jusqu'à nos jours. Le premier recensement en 1911 a montré que 96 % des Australiens se considéraient comme chrétiens. Les tensions qui sont venues avec la première flotte ont continué dans les années 1960 : les offres d'emploi incluaient parfois la stipulation  « les protestants préférés » ou que « les catholiques n'ont pas besoin de postuler ». Néanmoins, l'Australie a élu son premier premier ministre catholique, James Scullin, en 1929 et Sir Isaac Isaacs, un juif, a été nommé gouverneur général en 1930,.

## Statut constitutionnel
La constitution australienne se compose de plusieurs documents, dont le Statut de Westminster et l'Australia Act de 1986, mais il n'y a qu'une seule référence à la religion dans la Constitution du Commonwealth d'Australie, promulguée en 1900. Notamment, la constitution ne comprend pas de déclaration des droits et, par conséquent, elle a été critiquée pour son manque de protection explicite pour plusieurs droits et libertés. Cependant, l'article 116 de la loi de 1900 constituant le Commonwealth d'Australie (Constitution australienne) prévoit que :
Le Commonwealth ne fera aucune loi pour établir une religion, ou pour imposer une pratique religieuse, ou pour interdire le libre exercice de toute religion, et aucun test religieux ne sera requis comme qualification pour un poste ou une confiance publique dans le Commonwealth.
Techniquement, cet article n'affecte pas le pouvoir des États de légiférer sur la religion, ni ne bloquerait la législation fédérale sur la religion en dehors de celle établissant une religion officielle de l'Australie. Dans la pratique, cependant, le gouvernement respecte ces droits et contribue à la pratique généralement libre de la religion. L'Australie n'a pas de "séparation de l'Église et de l'État" - l'essence d'un État laïc - au sens où des pays comme les États-Unis ou la France le font. Compte tenu de l'article 116 de la constitution australienne (« Le Commonwealth ne fera aucune loi pour établir une religion ou imposer une pratique religieuse … »), il est communément admis que l'Australie est déjà un « État laïc ». C'est une idée fausse. En 1981, la Haute Cour d'Australie a déterminé qu'il n'y avait en fait aucune séparation constitutionnelle de l'Église et de l'État en Australie. Cependant, il n'y a rien dans la constitution qui nécessite l'établissement législatif de plusieurs religions, ou qui empêche la création d'un État véritablement laïc.
En 1983, la Haute Cour d'Australie a défini la religion comme « un ensemble de croyances et de pratiques qui renvoient à un ensemble de valeurs et à une certaine compréhension du sens de l'existence ». Le dictionnaire du recensement du Bureau australien des statistiques de 2016 définit « aucune religion » comme une catégorie de religion qui comprend des sous-catégories telles que l'agnosticisme, l'athéisme, l'humanisme et le rationalisme.
La Commission australienne des droits de l'homme est en mesure d'enquêter sur les allégations de discrimination fondée sur la religion.
En 1998, la Commission a abordé le droit à la liberté de religion et de croyance en Australie à l'encontre de l'article 18 du Pacte international relatif aux droits civils et politiques, déclarant que « malgré les protections juridiques qui s'appliquent dans différentes juridictions, de nombreux Australiens subissent une discrimination fondée sur la religion croyance ou non-croyance, y compris les membres des religions dominantes et non traditionnelles, et ceux qui n'ont aucune conviction religieuse. »
Un exemple de réponse de la commission à de tels sujets est le projet IsmaU, qui examine les préjugés possibles contre les musulmans en Australie depuis les attentats du 11 septembre 2001 aux États-Unis et les attentats de Bali.

## Démographie

Pourcentage de personnes s'identifiant comme chrétiennes par rapport à la population totale d'Australie, d'après le recensement de 2011

Une question sur la religion a été posée dans chaque recensement effectué en Australie, le caractère facultatif de cette question étant spécifiquement énoncé depuis 1933. En 1971, l'instruction « si pas de religion, n'en écrivez pas » a été introduite. Cela a entraîné une multiplication par sept par rapport à l'année de recensement précédente du pourcentage d'Australiens déclarant qu'ils n'avaient pas de religion. Depuis 1971, ce pourcentage a progressivement augmenté pour atteindre 30,1 % en 2016.

### Données du recensement
| Affiliation                                | 1986         | 1986  | 1996         | 1996  | 2006         | 2006  | 2011         | 2011  | 2016         | 2016  |
| Affiliation                                | Count ('000) | %     | Count ('000) | %     | Count ('000) | %     | Count ('000) | %     | Count ('000) | %     |
| ------------------------------------------ | ------------ | ----- | ------------ | ----- | ------------ | ----- | ------------ | ----- | ------------ | ----- |
| Anglicanisme                               | 3,723.4      | 23.9  | 3,903.3      | 22.0  | 3,718.3      | 18.7  | 3,680.0      | 17.1  | 3,101.2      | 13.3  |
| Baptisme                                   | 196.8        | 1.3   | 295.2        | 1.7   | 316.7        | 1.6   | 352.5        | 1.6   | 345.1        | 1.5   |
| Catholicisme                               | 4,064.4      | 26.1  | 4,799.0      | 27.0  | 5,126.9      | 25.8  | 5,439.2      | 25.3  | 5,291.8      | 22.6  |
| Churches of Christ                         | 88.5         | 0.6   | 75.0         | 0.4   | 54.8         | 0.3   | 49.7         | 0.2   | 39.6         | 0.2   |
| Témoins de Jéhovah                         | 66.5         | 0.4   | 83.4         | 0.5   | 80.9         | 0.4   | 85.6         | 0.4   | 82.5         | 0.4   |
| Mormonisme                                 | 35.5         | 0.2   | 45.2         | 0.3   | 53.1         | 0.3   | 59.8         | 0.3   | 61.6         | 0.3   |
| Luthéranisme                               | 208.3        | 1.3   | 250.0        | 1.4   | 251.1        | 1.3   | 251.9        | 1.2   | 174          | 0.7   |
| Christianisme orthodoxe                    | 427.4        | 2.5   | 497.3        | 2.5   | 544.3        | 2.6   | 563.1        | 2.6   | 582.8        | 2.6   |
| Pentecôtisme                               | 107.0        | 0.7   | 174.6        | 1.0   | 219.6        | 1.1   | 238.0        | 1.1   | 260.6        | 1.1   |
| Presbytérianisme and calvinisme            | 560.0        | 3.6   | 675.5        | 3.8   | 596.7        | 3.0   | 599.5        | 2.8   | 526.7        | 2.3   |
| Armée du Salut                             | 77.8         | 0.5   | 74.1         | 0.4   | 64.2         | 0.3   | 60.2         | 0.3   | 48.9         | 0.2   |
| Église adventiste du septième jour         | 48.0         | 0.3   | 52.7         | 0.3   | 55.3         | 0.3   | 63.0         | 0.3   | 62.9         | 0.3   |
| Église unifiée d'Australie                 | 1,182.3      | 7.6   | 1,334.9      | 7.5   | 1,135.4      | 5.7   | 1,065.8      | 5.0   | 870.2        | 3.7   |
| Chrisitanisme, autre                       | 596.0        | 3.8   | 322.7        | 1.8   | 468.6        | 2.4   | 642.4        | 3.0   | 833.5        | 3.6   |
| Christianisme, total                       | 11,381.9     | 73.0  | 12,582.9     | 70.9  | 12,685.9     | 63.9  | 13,150.6     | 61.1  | 12,201.6     | 52.1  |
| Buddhisme                                  | 80.4         | 0.5   | 199.8        | 1.1   | 418.8        | 2.1   | 529.0        | 2.5   | 563.7        | 2.4   |
| Hindouisme                                 | 21.5         | 0.1   | 67.3         | 0.4   | 148.1        | 0.7   | 275.5        | 1.3   | 440.3        | 1.9   |
| Sikhisme                                   |              |       | 12.0         | <0.1  | 26.4         | 0.1   | 72.3         | 0.4   | 125.9        | 0.5   |
| Islam                                      | 109.5        | 0.7   | 200.9        | 1.1   | 340.4        | 1.7   | 476.3        | 2.2   | 604.2        | 2.6   |
| Judaïsme                                   | 69.1         | 0.4   | 79.8         | 0.4   | 88.8         | 0.4   | 97.3         | 0.5   | 91           | 0.4   |
| Religion non-chrétienne, autre             | 35.7         | 0.2   | 56.6         | 0.3   | 82.6         | 0.4   | 95.9         | 0.4   | 95.7         | 0.4   |
| Religion non-chrétienne total              | 316.2        | 2.0   | 616.4        | 3.5   | 1,105.1      | 5.6   | 1,546.3      | 7.2   | 1,920.8      | 8.2   |
| Pas de religion1                           | 1,977.5      | 12.7  | 2,948.9      | 16.6  | 3,706.5      | 18.7  | 4,796.8      | 22.3  | 7,040.7      | 30.1  |
| Jedi                                       | No stats     |       |              |       | 58.0         | 0.3   | 65.0         | 0.3   |              |       |
| Non précisé / décrit de manière inadéquate | 1,926.6      | 12.3  | 1,604.8      | 9.0   | 2,357.8      | 11.9  | 2,014.0      | 9.4   | 2,345.5      | 10    |
| Total2                                     | 15,602.1     | 100.0 | 17,753.0     | 100.0 | 19,855.3     | 100.0 | 21,507.7     | 100.0 | 23,401.4     | 100.0 |

1: Inclut les athées, les agnostiques, les personnes "spirituelles non-religieuses" et d'autres personnes non-affiliés à un groupe religieux (par exemple le mouvement New Age).
2 : En raison de l'arrondissement, les chiffres peuvent ne pas correspondre aux totaux indiqués.

### Graphiques

Principales affiliations religieuses en Australie en fonction de l'année de recensement

### Taux de fécondité
En 2016, les bouddhistes (1,68), les hindous (1,81) et les personnes sans religion (1,84) ont le taux de fécondité le plus bas. Les chrétiens (2,11) et les juifs (2,17) ont un taux de fécondité modéré, les musulmans ayant le taux de fécondité le plus élevé à 3,03.

## Traditions indigènes australiennes

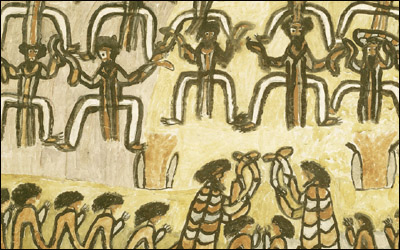
Illustration de la cérémonie aborigène du Corroboree par William Barak vers 1898.

Avant la colonisation britannique de l'Australie, les croyances animistes des peuples natifs d'Australie existaient depuis des millénaires. En ce qui concerne les aborigènes d'Australie sur le continent, leur spiritualité est appelé le Temps du rêve et accorde une grande importance au fait d'appartenir à la terre. Les histoires qu'elle contient ont une grande influence sur les lois et les coutumes des Aborigènes.L'art aborigène s'inspire toujours de ses traditions spirituelles. En ce qui concerne les indigènes du détroit de Torrès, qui vivent sur les îles situées entre l'Australie et la Nouvelle-Guinée, leurs coutumes et leur spiritualité reflètent leurs origines mélanésiennes et l'importance qu'ils accordent à la mer.
Les indigènes australiens ont une tradition orale complexe et des valeurs spirituelles basées sur le respect de la terre et la croyance au Rêve. Le Rêve est à la fois l'ancien temps de la création et la réalité actuelle du Rêve. Il y avait à l'origine en Australie de nombreux groupes différents, chacun avec une culture, un ensemble de croyance et une langue qui lui sont propres. Ces cultures se sont plus ou moins mélangées et ont évolué au fil du temps. Le serpent arc-en-ciel est un esprit de rêve majeur pour les aborigènes d'Australie. Le Yowie et le Bunyip sont d'autres esprits de rêve bien connus. À l'époque de la colonisation britannique, les religions traditionnelles étaient animistes et incluaient souvent des éléments de culte des ancêtres.
Selon le recensement de 2001, 5 244 personnes, ou moins de 0,03 % des répondants, ont déclaré pratiquer une religion traditionnelle aborigène. Les croyances et la spiritualité aborigènes, même chez les Aborigènes qui s'identifient comme membres d'une religion organisée traditionnelle, sont intrinsèquement liées à la terre en général et à certains sites importants en particulier. Le recensement de 1996 a rapporté que près de 72 % des Aborigènes pratiquaient une forme de christianisme et 16 % n'indiquaient aucune religion. Le recensement de 2001 ne contenait aucune donnée actualisée comparable.

### Depuis la colonisation britannique

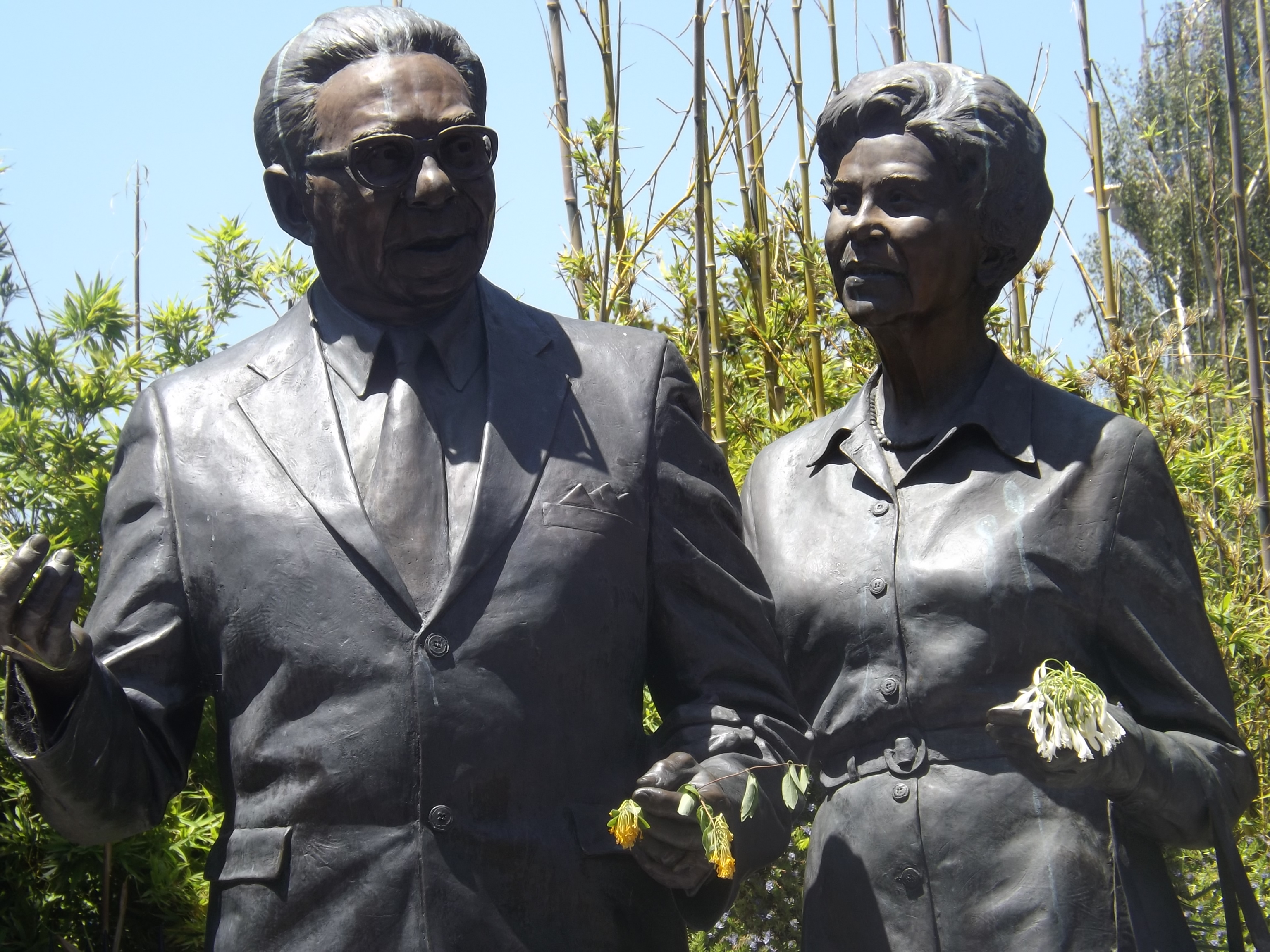
Statue du pasteur chrétien, militant aborigène et ancien gouverneur d'Australie-Méridionale, Sir Douglas Nicholls

La culture européenne et le christianisme ont eu un impact important sur peuples autochtones d'Australie. Comme dans de nombreuses situations coloniales, les églises ont à la fois facilité la perte de la culture et de la religion indigènes australiennes et ont également facilité son maintien. La participation des chrétiens aux affaires aborigènes a beaucoup évolué depuis 1788. Aux alentours de l'an 2000, de nombreuses églises et organisations religieuses se sont officiellement excusées pour les échecs passés à respecter adéquatement les cultures autochtones et à remédier aux injustices de la dépossession des peuples autochtones,,.
Dans les îles du détroit de Torrès, le festival de "l'arrivée de la lumière" marque le jour où les missionnaires chrétiens sont arrivés pour la première fois sur les îles le 1er juillet 1871 et ont introduit le christianisme dans la région. Il s'agit d'un festival important pour les habitants du détroit de Torrès, qui sont majoritairement chrétiens. Des cérémonies religieuses et culturelles ont lieu dans le détroit de Torrès et en Australie continentale.
L'activiste aborigène Noel Pearson, lui-même élevé dans une mission luthérienne à Cape York, a écrit que tout au long de l'histoire coloniale de l'Australie les missions "ont fourni un refuge contre l'enfer de la vie à la frontière australienne tout en facilitant la colonisation". Parmi les chrétiens aborigènes on compte le pasteur David Unaipon, le premier auteur aborigène ; le pasteur Sir Douglas Nicholls, athlète, activiste et ancien gouverneur d'Australie-Méridionale ; Mum Smith, une travailleuse sociale de Redfern qui, aidée par les Sœurs de la Charité, travaille pour aider les Aborigènes ; et l'ancien sénateur Aden Ridgeway, le premier président du ministère catholique aborigène. Ces derniers temps, des chrétiens tels que le père Ted Kennedy de Redfern , l'avocat jésuite des droits de l'homme, le père Frank Brennan  et les sœurs de Saint-Joseph du Sacré-Cœur. Ils ont joué un rôle de premier plan dans la défense des droits des autochtones et l'amélioration du niveau de vie.

## Religions abrahamiques

### Christianisme

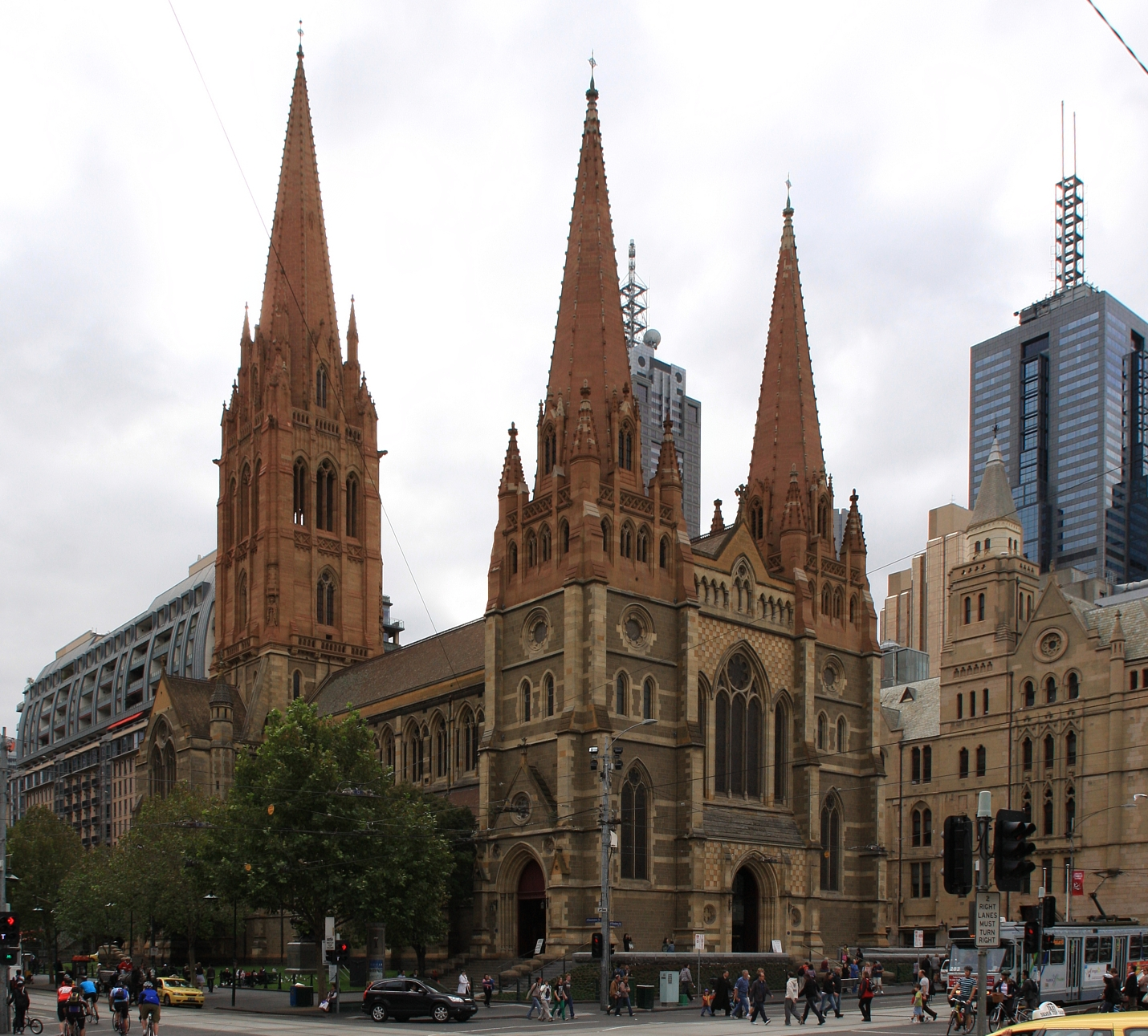
Cathédrale anglicane St Paul, Melbourne

Depuis l'arrivée des premiers colons chrétiens sur la première flotte de navires britanniques en 1788, le christianisme est progressivement devenu la religion majoritaire en Australie. Par conséquent, les fêtes chrétiennes de Noël et de Pâques sont des jours fériés, les paysages des villes et villages australiens sont parsemés des clochers des églises et des cathédrales et les Églises chrétiennes ont joué un rôle essentiel dans le développement des services d'éducation, de santé et d'aide sociale en Australie.
Les Églises comptant le plus grand nombre de membres sont l'Église catholique, l'Église anglicane d'Australie et l'Église unifiée d'Australie. Les Églises pentecôtistes sont également présentes avec des méga-églises dans la plupart des États (par exemple, l'Église Hillsong). Le Conseil national des Églises d'Australie est le principal organisme œcuménique chrétien.

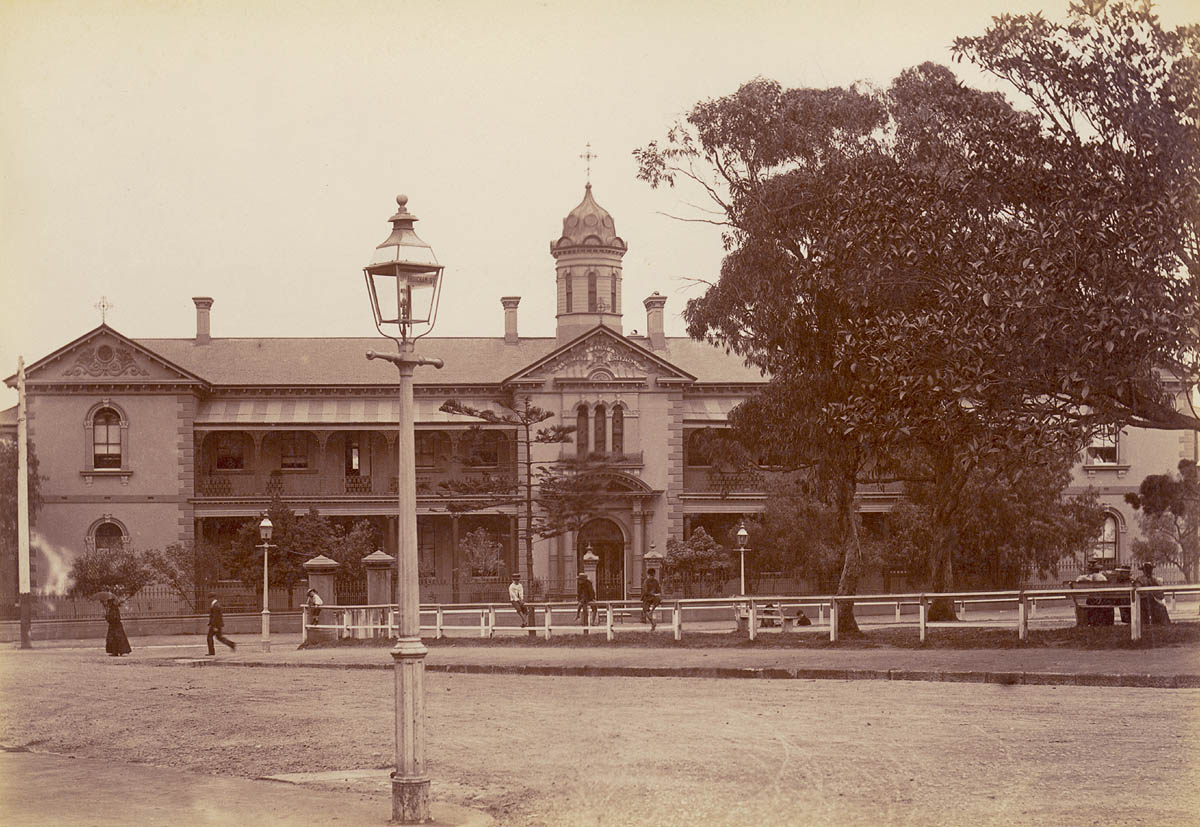
Hôpital Saint-Vincent, Sydney dans les années 1900. Les Églises chrétiennes ont joué un rôle essentiel dans le développement des services sociaux en Australie

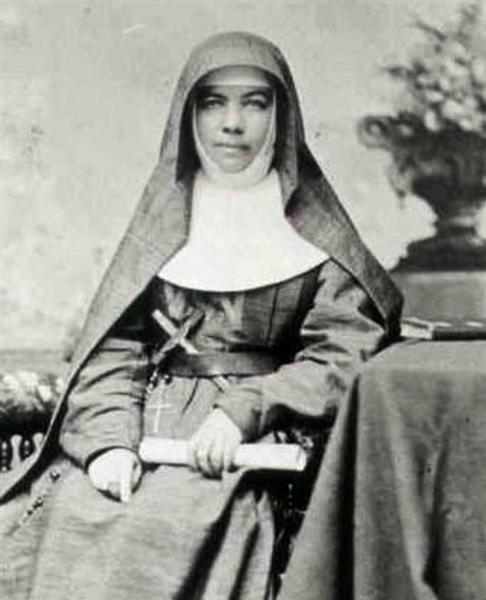
Mary MacKillop est devenue la première Australienne à être canonisée en tant que sainte de l'Église catholique en 2010

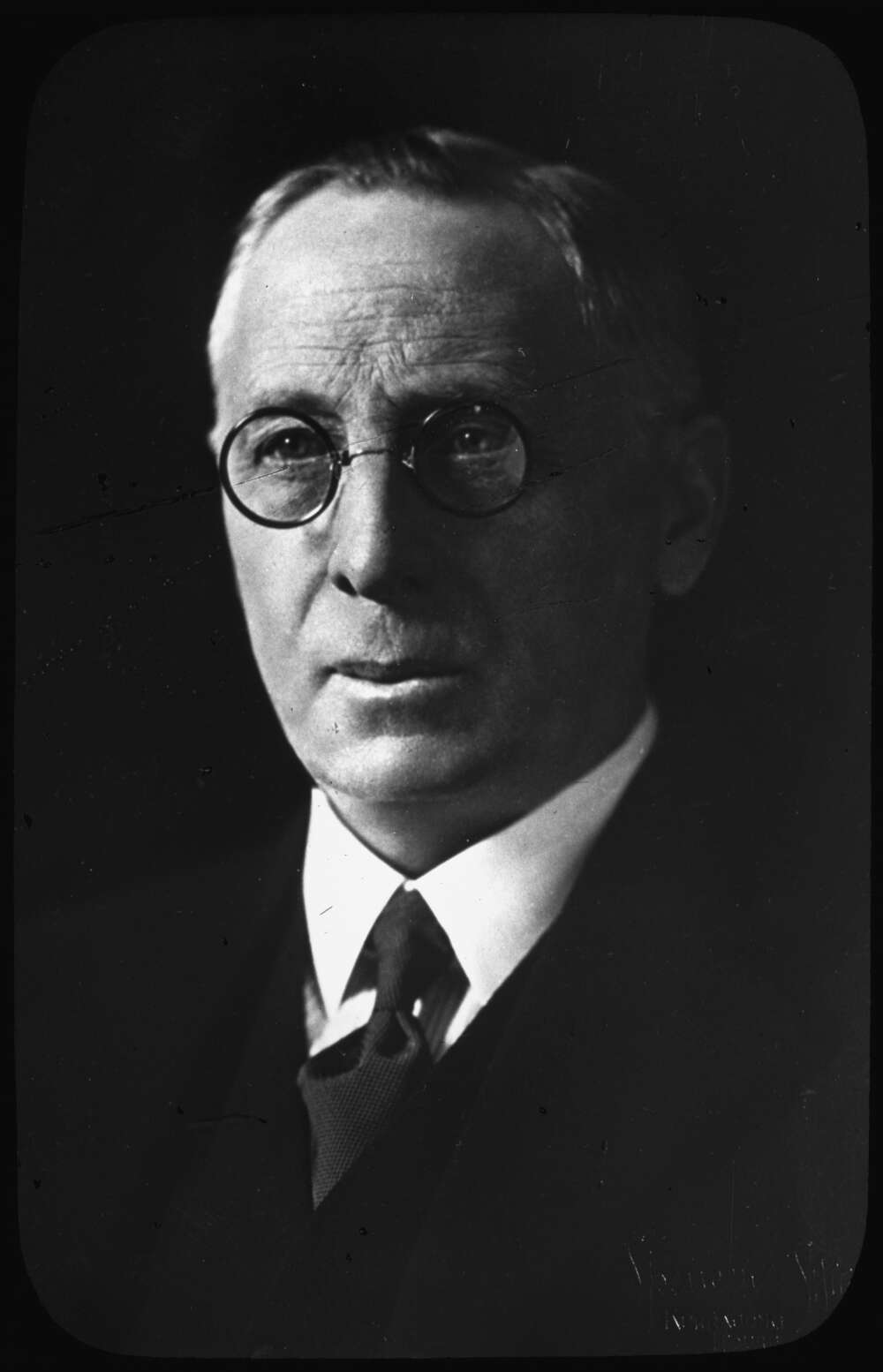
Ministre presbytérien John Flynn, fondateur du Royal Flying Doctor Service

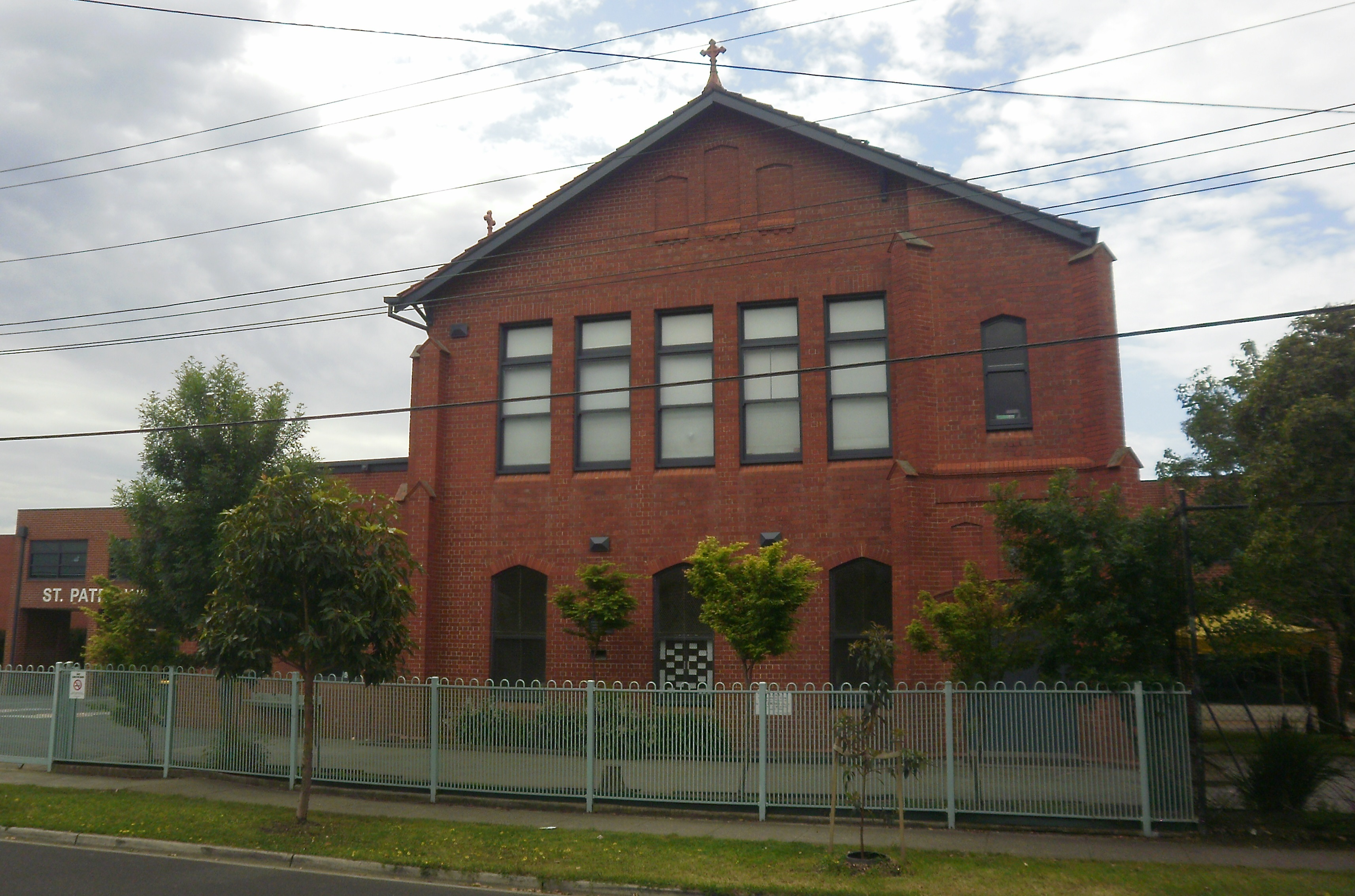
École primaire catholique Saint-Patricks à Murrumbeena, Victoria

Pendant la majeure partie de l'histoire australienne, l'Église d'Angleterre en Australie, maintenant connue sous le nom d'Église anglicane d'Australie, était la plus grande affiliation religieuse, mais l'immigration multiculturelle a contribué à un déclin de sa position relative, l'Église catholique bénéficiant de l'ouverture de l'Australie d'après-guerre à l'immigration multiculturelle et devenant le groupe le plus important. L'archevêché orthodoxe grec d'Australie et d'autres congrégations associées à des cultures non britanniques se sont également développées.
Dans son allocution de bienvenue aux Journées mondiales de la jeunesse 2008 à Sydney, le Premier ministre australien, Kevin Rudd, a déclaré que le christianisme avait eu une influence positive sur l'Australie : "C'est l'Église qui a créé les premières écoles pour les pauvres, c'est l'Église qui a commencé les premiers hôpitaux pour les pauvres, c'est l'Église qui a commencé les premiers refuges pour les pauvres et ces grandes traditions continuent pour l'avenir."  Les organisations caritatives, les écoles et les hôpitaux chrétiens ont joué un rôle de premier plan dans l'aide sociale et l'éducation depuis l'époque coloniale, lorsque l'aumônier de la première flotte Richard Johnson a été qualifié de "médecin de l'âme et du corps" pendant la famine de 1790, et a été chargé de la supervision générale des écoles.
Aujourd'hui, le système éducatif catholique est le deuxième plus grand secteur éducatif après les écoles publiques, avec plus de 750 000 élèves en 2018 (et environ 21 % de tous les effectifs du secondaire). L'Église anglicane éduque environ 105 000 étudiants et l'Église unifiée possède 48 écoles. Les petites confessions, y compris l'Église luthérienne, ont également un certain nombre d'écoles en Australie. L'archevêché orthodoxe grec d'Australie compte également 8 écoles à travers le pays. Il existe deux universités catholiques en Australie, l'Université catholique australienne, qui a ouvert ses portes en 1991 à la suite de la fusion de quatre établissements d'enseignement supérieur catholiques dans l'est de l'Australie et l'Université de Notre-Dame d'Australie, basée à Perth.
Les 63 organisations membres de Services Sociaux Catholiques d'Australie aident plus d'un million d'Australiens chaque année. Les organisations anglicanes travaillent dans les domaines de la santé, du travail missionnaire, de l'aide sociale et des communications ; et l'Église unifiée fait un travail communautaire important, dans les soins aux personnes âgées, les hôpitaux, les soins infirmiers, les services de soutien familial, les services à la jeunesse et avec les sans-abri, en particulier dans toute l'Australie intérieure. Les organismes de bienfaisance chrétiens tels que la Société Saint-Vincent-de-Paul, l'Armée du Salut, Anglicare et Youth Off the Streets reçoivent un soutien national considérable. Les ordres religieux ont fondé de nombreux hôpitaux australiens, tels que l'hôpital St Vincent de Sydney, qui a été ouvert en tant qu'hôpital gratuit en 1857 par les Sœurs de la Charité d’Australie et est maintenant le plus grand établissement de santé à but non lucratif d'Australie et a formé d'éminents chirurgiens australiens tels que Victor Chang.
Parmi les chrétiens australiens notables  figurent : Mary MacKillop - éducatrice, fondatrice des Sœurs de Saint-Joseph du Sacré-Cœur et première australienne à être reconnue comme sainte par l'Église catholique ; David Unaipon – un écrivain aborigène, inventeur et prédicateur chrétien figurant actuellement sur le billet australien de 50 dollars ; L'archevêque Daniel Mannix de Melbourne – une voix controversée contre la Conscription pendant la Première Guerre mondiale et contre la politique britannique en Irlande ; le révérend John Flynn - fondateur du Royal Flying Doctor Service, figurant actuellement sur le billet australien de 20 $ ; Sir Douglas Nicholls – militant des droits aborigènes, athlète, pasteur et ancien gouverneur d'Australie-Méridionale ; L'archevêque Stylianos Harkianakis - Archevêque et primat de l'église grecque orthodoxe  en Australie de 1975 à 2019
Les divisions religieuses en Australie avaient tendance à refléter l'héritage politique de la Grande-Bretagne et de l'Irlande. Jusqu'en 1945, la grande majorité des catholiques d'Australie étaient d'origine irlandaise, ce qui a amené la majorité britannique à remettre en question leur loyauté envers l'Empire britannique. Les premiers prêtres catholiques sont arrivés en Australie en tant que condamnés en 1800, mais la rébellion de Castle Hill de 1804 a alarmé les autorités britanniques et aucun autre prêtre n'a été autorisé dans la colonie jusqu'en 1820, lorsque Londres a envoyé John Joseph Therry et Philip Connolly. En 1901, la Constitution australienne garantit la séparation de l'Église et de l'État. Une période notable de sectarisme a réapparu pendant la Première Guerre mondiale et le soulèvement de Pâques de 1916 en Irlande, mais l'importance de la division religieuse a considérablement diminué après la Seconde Guerre mondiale. Il y a eu une croissance de l'appartenance non religieuse, mais aussi une diversification des Églises chrétiennes (en particulier la croissance des églises orthodoxes grecques, macédoniennes, serbes et russes), ainsi qu'une augmentation de l'œcuménisme parmi les chrétiens, à travers des organisations telles que le Conseil national de Églises en Australie.

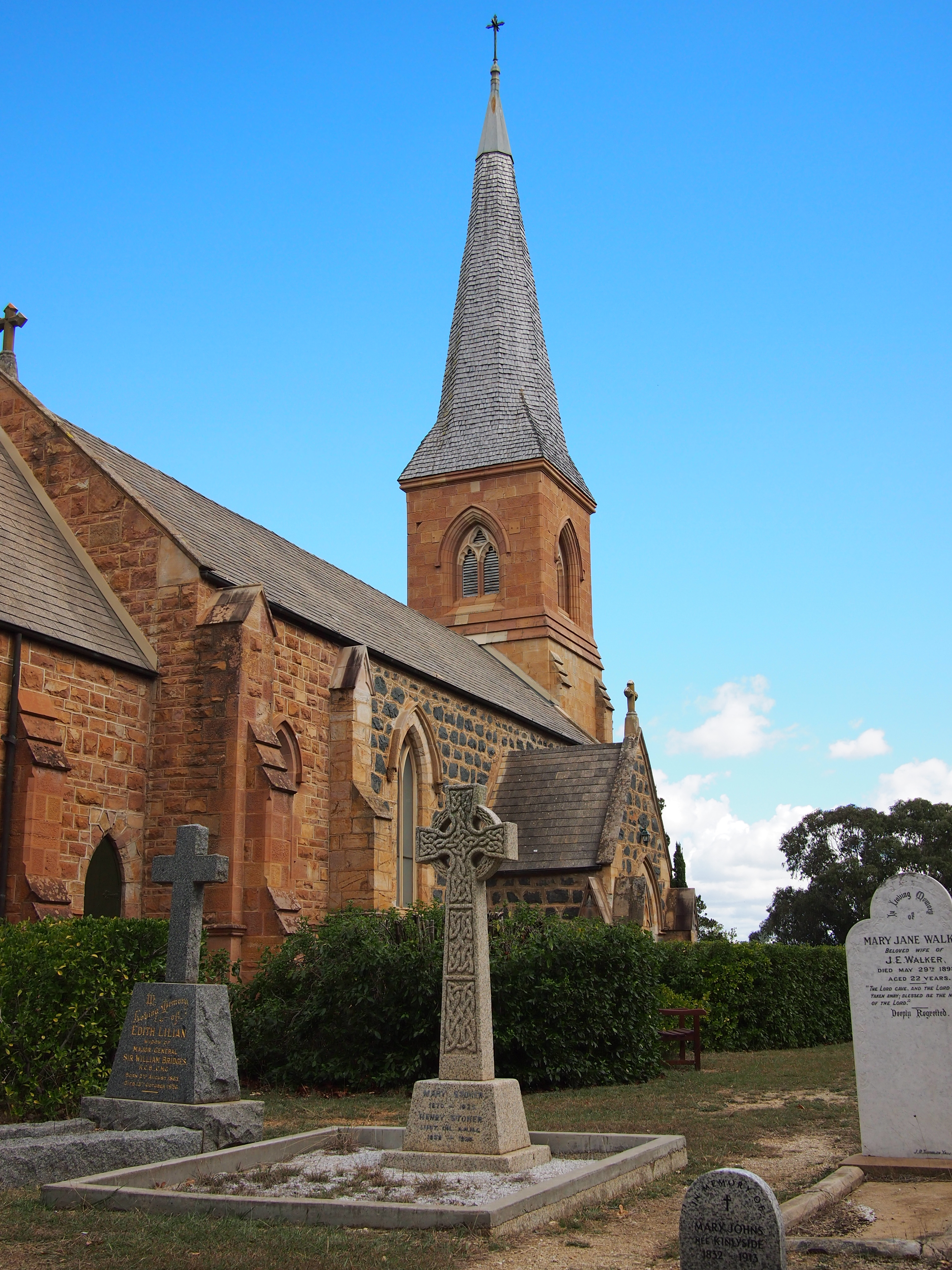
L'église anglicane Saint-John, la plus ancienne église de la capitale australienne, Canberra, a été consacrée en 1845

L'un des signes les plus visibles de l'importance historique du christianisme en Australie est l'importance des églises dans la plupart des villes australiennes. Parmi les plus anciennes d'Australie figurent la chapelle Ebenezer et l'église anglicane St Matthew, Windsor, St Luke, Liverpool, St Peter, Campbelltown et l'Église St James à Sydney, construites entre 1819 et 1824 par l'architecte du gouverneur Macquarie, Francis Greenway. La cathédrale Sainte-Marie de Sydney a été construite selon un plan de William Wardell à partir d'une première pierre posée en 1868 ; les flèches de la cathédrale n'ont finalement été ajoutées qu'en l'an 2000. Wardell a également travaillé sur la conception de la cathédrale Saint-Patrick de Melbourne - parmi les plus beaux exemples d'architecture ecclésiastique en Australie. La cathédrale anglicane St Paul de Melbourne se trouve dans le centre emblématique de la ville en face de la gare de Flinders Street. Adélaïde est connue comme la "ville des églises", mais les églises s'étendent loin dans l'arrière-pays australien, comme la chapelle historique de la mission luthérienne à Hermannsburg, dans le Territoire du Nord. Parallèlement aux attitudes de la société envers la religion, l'architecture des églises a considérablement changé au cours du XXe siècle. Les églises urbaines, comme la Wayside Chapel (1964) à Sydney, différaient nettement des conceptions ecclésiastiques traditionnelles. À la fin du XXe siècle, des approches typiquement australiennes ont été appliquées à des endroits tels que l'abbaye bénédictine de Jambaroo, où des matériaux naturels ont été choisis en "harmonie avec l'environnement local". Des principes de conception similaires ont été appliqués à la chapelle œcuménique de Thredbo construite dans les Snowy Mountains en 1996.
Les fêtes chrétiennes de Noël et de Pâques sont des jours fériés nationaux en Australie. Noël, qui rappelle la naissance de Jésus-Christ, est célébré le 25 décembre pendant l'été australien (bien que le 7 janvier par certains orthodoxes orientaux) et est une fête culturelle importante même pour de nombreux Australiens non religieux. Les traditions européennes des arbres de Noël, des dîners rôtis, des chants et des cadeaux se poursuivent en Australie, mais elles peuvent être pratiquées entre les visites à la plage.

### Islam

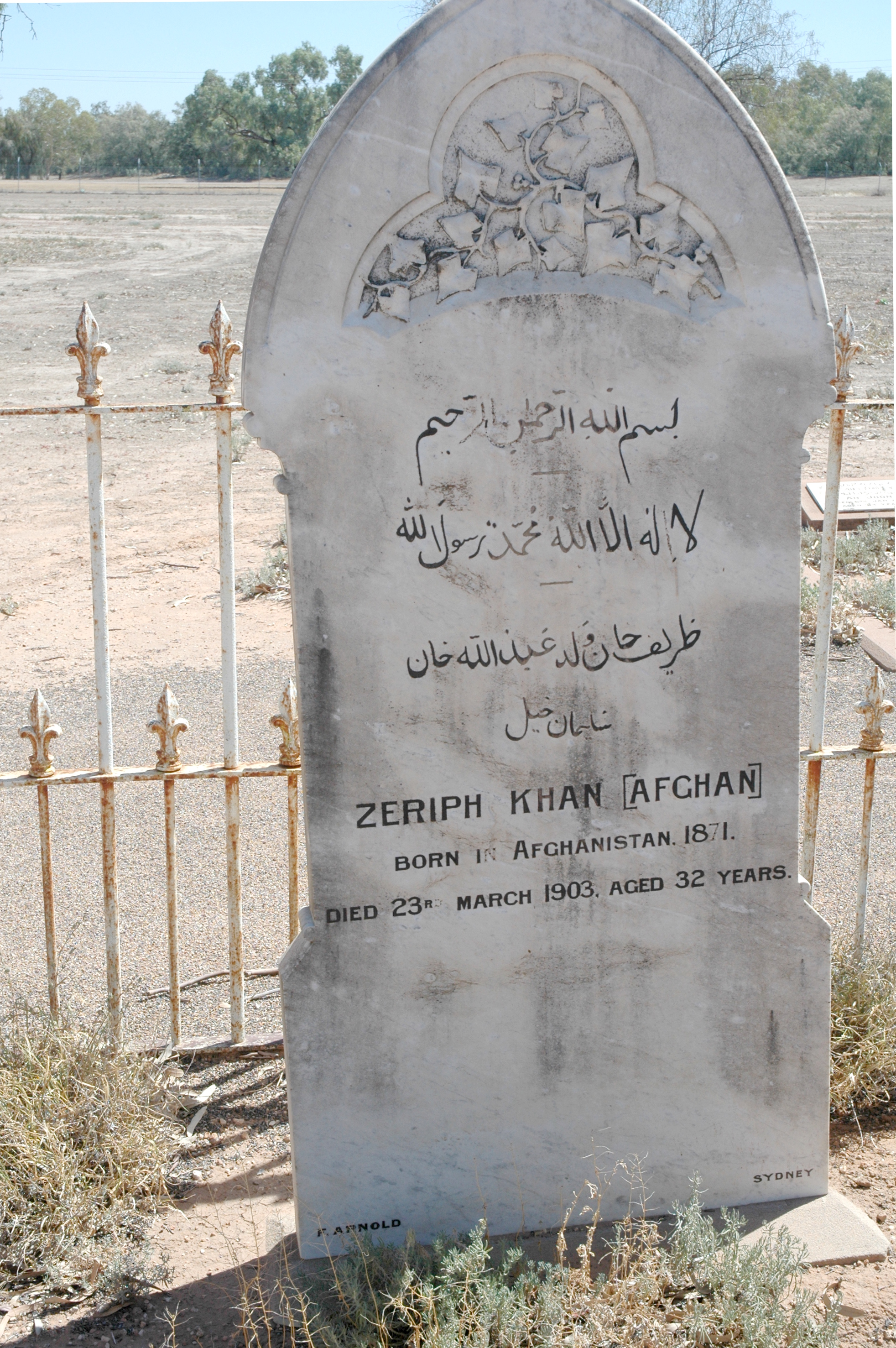
Tombe du chamelier afghan Zeriph Khan (1871-1903) au cimetière de Bourke en Nouvelle-Galles du Sud. Les musulmans de l'Inde britannique ont formé certaines des premières communautés islamiques d'Australie.

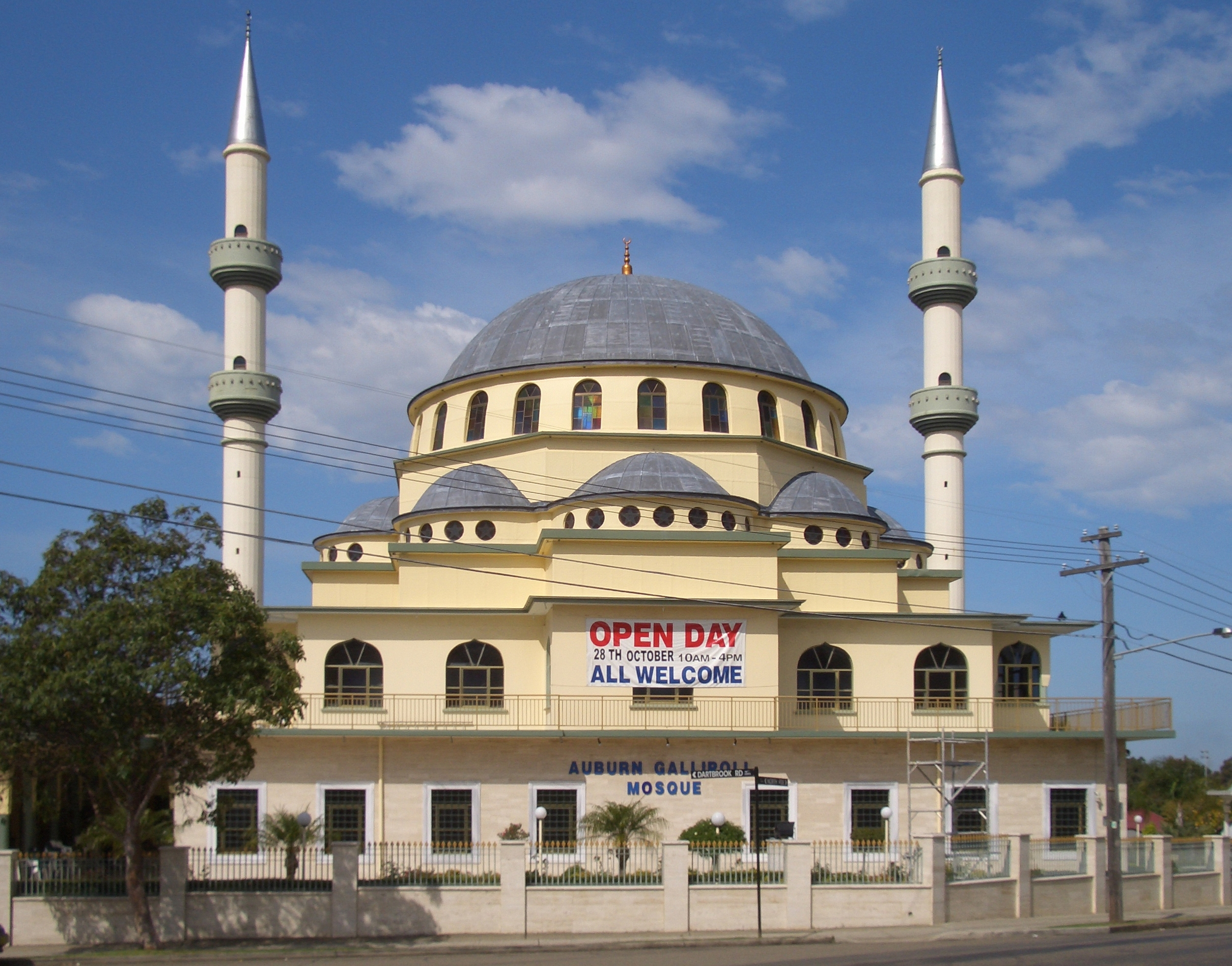
La mosquée Gallipoli d'Auburn a été construite dans le style ottoman classique par la communauté musulmane turque de Sydney.

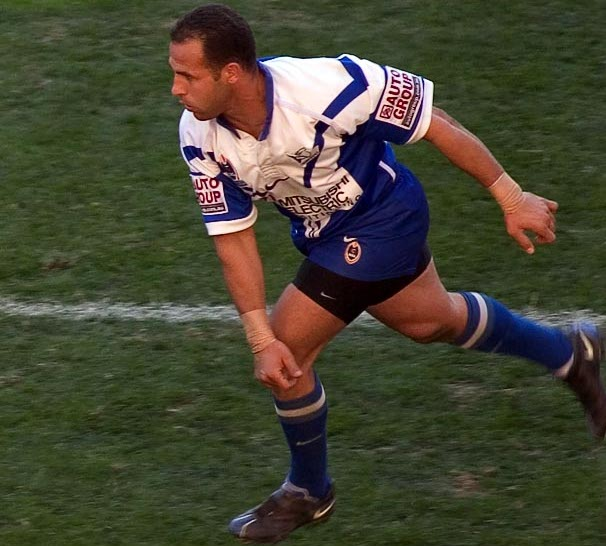
Hazem El Masri, joueur de rugby à XIII, est membre de la grande communauté musulmane libano-australienne d'Australie.

Les premiers contacts de l'islam avec l'Australie ont eu lieu lorsque des pêcheurs musulmans originaires de Makassar, qui fait aujourd'hui partie de l'Indonésie, ont visité le nord-ouest de l'Australie bien avant la colonisation britannique en 1788. Ce contact des groupes ethniques d'Asie du Sud-Est de confession musulmane peut être identifié à partir des tombes qu'ils ont creusées pour leurs camarades morts pendant le voyage, étant donné qu'elles font face à La Mecque (en Arabie), conformément aux règles islamiques concernant l'inhumation, ainsi que des preuves des peintures rupestres aborigènes et des cérémonies religieuses qui dépeignent l'adoption de conceptions de canoë et de mots Makassan,.
Plus tard dans l'histoire, tout au long du XIXe siècle après la colonisation britannique, d'autres musulmans sont venus en Australie, y compris les chameliers musulmans «afghans», qui ont utilisé leurs chameaux pour transporter des marchandises et des personnes à travers le désert et ont été les pionniers d'un réseau de pistes de chameaux qui sont devenues plus tard des routes à travers l'Outback. La première mosquée d'Australie a été construite pour eux à Marree en Australie du Sud en 1861. Entre les années 1860 et les années 1920, environ 2 000 chameliers ont été amenés d'Afghanistan et du nord-ouest de l'Inde britannique (aujourd'hui le Pakistan) et peut-être 100 familles sont restées en Australie. D'autres mosquées de l'arrière-pays ont été établies dans des endroits comme Coolgardie, Cloncurry et Broken Hill - et des mosquées plus permanentes à Adélaïde, Perth et plus tard Brisbane. Un héritage de cette ère pionnière est la présence de chameaux sauvages dans l'Outback ainsi que la plus ancienne structure islamique de l'hémisphère sud, la mosquée centrale d'Adélaïde. Néanmoins, malgré leur rôle important en Australie avant l'établissement des réseaux ferroviaires et routiers, la mise en place de la politique de l'Australie blanche à l'époque de la Fédération a rendu l'immigration difficile pour les « Afghans » et leur mémoire s'est lentement estompée au cours du XXe siècle, jusqu'à ce qu'un regain d'intérêt commence dans les années 1980.
Les gouvernements australiens successifs ont démantelé la politique de l'Australie blanche dans la période suivant la Seconde Guerre mondiale. À partir des années 1970, sous la direction de Gough Whitlam et de Malcolm Fraser, l'Australie a commencé à s'ouvrir au multiculturalisme. À la fin du XXe siècle, l'Australie est devenue un refuge pour de nombreux musulmans fuyant les conflits, notamment ceux du Liban, de l'ex-Yougoslavie, de l'Irak, de l'Iran, du Soudan et de l'Afghanistan. L'immigration en général, combinée à la conversion religieuse à l'islam des chrétiens et d'autres Australiens, ainsi que la participation de l'Australie aux efforts des Nations unies pour les réfugiés, a augmenté la population musulmane du pays. Environ 36 % des musulmans en Australie sont nés en Australie. Les musulmans nés à l'étranger viennent d'une grande variété de nations et de groupes ethniques - avec de grandes communautés libanaises et turques.
À la suite des attentats du 11 septembre, les associations établies entre l'idéologie politique d'Oussama Ben Laden et l'islam ont suscité des polémiques dans certains milieux en Australie concernant les relations de l'islam avec le reste de la communauté - certains préconisant de mettre davantage l'accent sur l'assimilation, et d'autres soutenant un engagement renouvelé en faveur de la diversité. La mort d'Australiens dans les attentats à la bombe perpétrés par des fondamentalistes islamiques à New York en 2001, à Bali en 2002  et à Londres en 2005 ; ainsi que l'envoi de troupes australiennes au Timor oriental en 1999, en Afghanistan en 2001 et en Irak en 2003 ; l'arrestation de personnes comptant commettre des attentats à la bombe en Australie ; ainsi que les préoccupations concernant certaines pratiques culturelles telles que le port de la Burqa ont toutes contribué à un certain degré de tension ces derniers temps. Une série de commentaires d'un haut responsable religieux de Sydney, le cheikh Taj El-Din Hilaly, a également suscité la controverse, en particulier ses remarques concernant la "pudeur féminine" à la suite d'un incident de viol collectif à Sydney ,
Le système de détention obligatoire du gouvernement australien pour les demandeurs d'asile est devenu de plus en plus controversé après les attentats du 11 septembre. Une proportion importante des demandeurs d'asile récents arrivés par bateau étaient des musulmans fuyant les conflits en Irak, en Afghanistan et ailleurs. Certains dirigeants islamiques et commentateurs affirment que l'islam a souffert de stéréotypes injustes ,, Des actes de violence et d'intimidation ont été dirigés contre les musulmans et les personnes d'apparence moyen-orientale lors des émeutes de Cronulla dans le sud de Sydney en 2005. En 2005, le gouvernement Howard a créé le groupe de référence de la communauté musulmane pour donner des conseils sur les problèmes de la communauté musulmane pendant un an, présidé par Ameer Ali. Des dialogues interreligieux ont également été mis en place par des groupes chrétiens et musulmans tels que la Fédération australienne des conseils islamiques et le Conseil national des églises d'Australie. L'Australie et l'Indonésie ont coopéré étroitement après les attentats de Bali, non seulement dans maintien de l'ordre public, mais aussi dans l'amélioration de l'éducation et de la compréhension interculturelle, ce qui a conduit à une nette amélioration des relations. Après une série de controverses, le Cheikh Taj El-Din Hilaly a pris sa retraite en tant que grand mufti d'Australie en 2007 et a été remplacé par Fehmi Naji El-Imam.
Aujourd'hui, plus de 370 000 personnes en Australie s'identifient comme musulmanes, avec diverses communautés concentrées principalement à Sydney et à Melbourne. Plus de la moitié sont des musulmans culturels non pratiquants. Depuis les années 1970, des écoles islamiques ont été créées ainsi que plus de 100 mosquées et centres de prière. De nombreux lieux de culte musulmans notables se trouvent dans les grandes villes australiennes, notamment la mosquée centrale d'Adélaïde, qui a été construite dans les années 1880 ; et la mosquée Gallipoli de style ottoman classique de Sydney, largement financée par la communauté turque et dont le nom rappelle l'héritage commun de la fondation de la Turquie moderne et l'histoire des Corps d'armée australien et néo-zélandais. 1 140 personnes se sont identifiées comme aborigènes musulmans lors du recensement de 2011, soit près du double du nombre enregistré lors du recensement de 2001,. Les musulmans australiens notables incluent le boxeur Anthony Mundine ; Hazem El Masri, travailleur communautaire et star du rugby à XIII ; le joueur de cricket Usman Khawaja et l'universitaire Waleed Aly. En 2013, le député travailliste Ed Husic est devenu le premier membre musulman du Cabinet australien, servant brièvement en tant que secrétaire parlementaire du Premier ministre et pour le haut débit dans l'éphémère deuxième gouvernement Rudd.

### Judaïsme

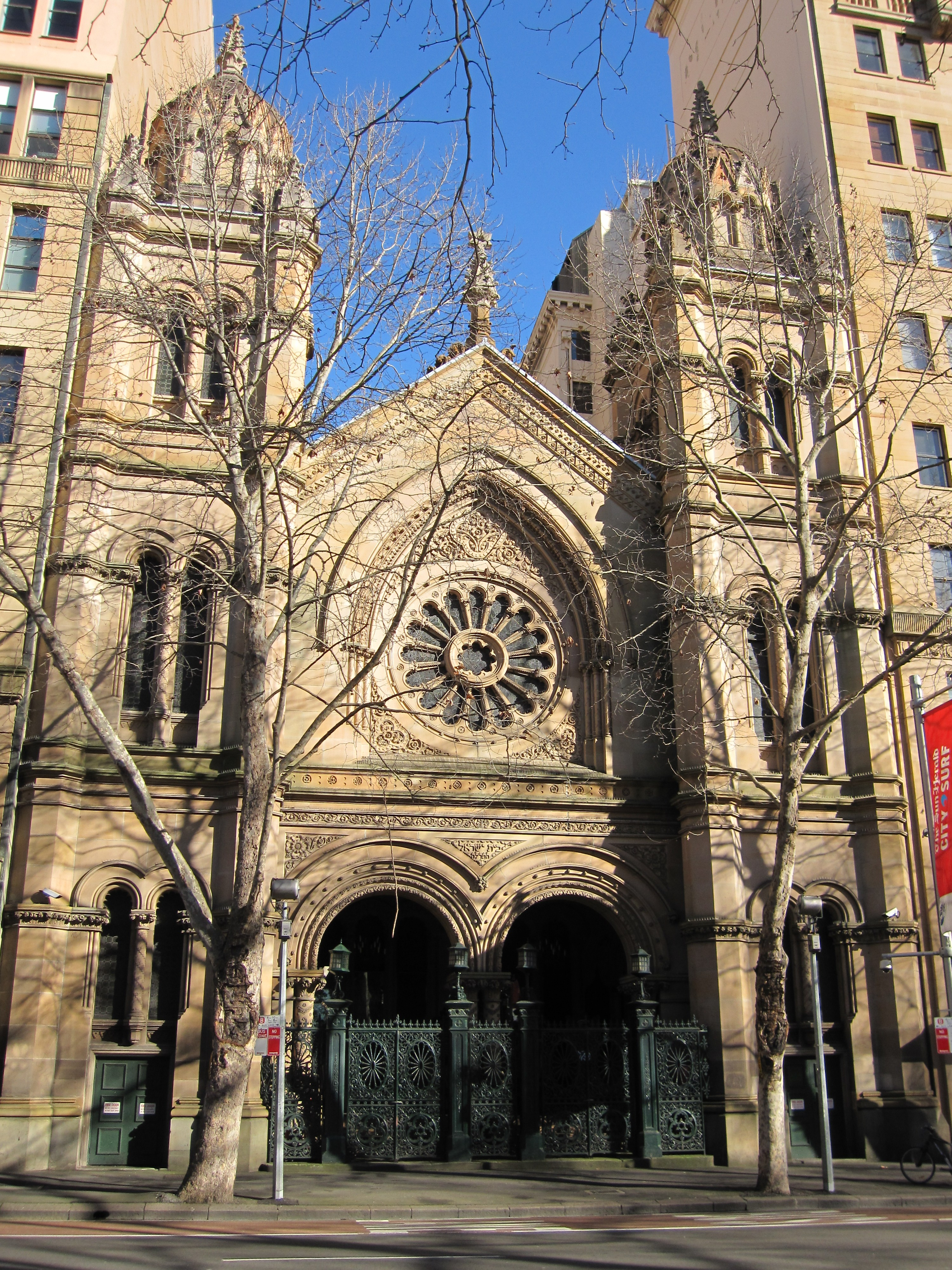
La Grande Synagogue, Sydney.

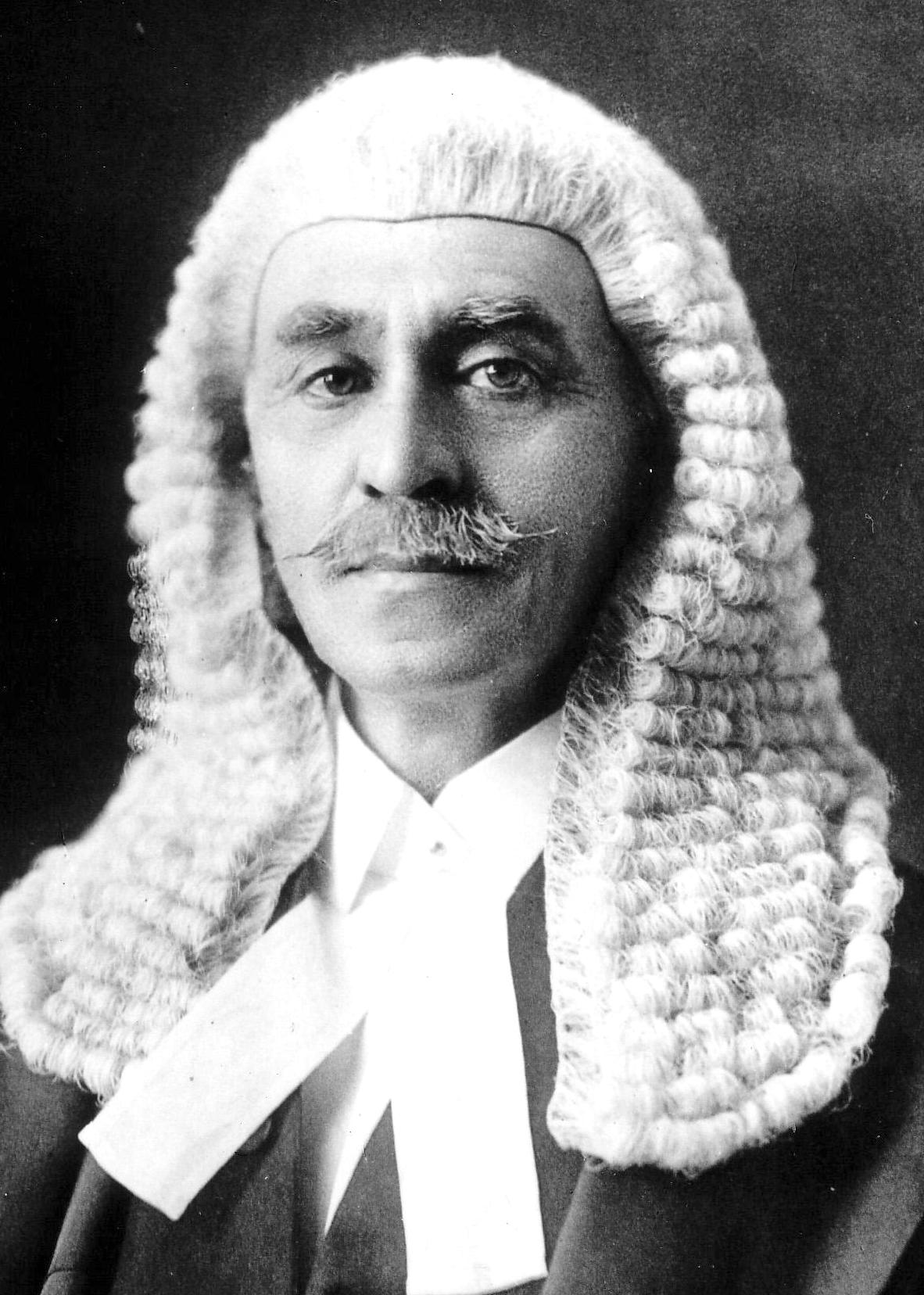
Sir Isaac Isaacs a été le premier gouverneur général d'Australie né en Australie et le premier représentant vice-royal juif dans l'Empire britannique.

On pense qu'au moins huit condamnés juifs ont été transportés à Sydney à bord de la première flotte en 1788, lorsque la première colonie britannique a été établie sur le continent. On estime que 110 000 Juifs vivent actuellement en Australie, la majorité étant des Juifs ashkénazes d'origine européenne de l'Est, dont beaucoup sont des réfugiés et des survivants de l'Holocauste arrivés pendant et après la Seconde Guerre mondiale.
La population juive a légèrement augmenté ces derniers temps  en raison de l'immigration en provenance d'Afrique du Sud et de l'ex-Union soviétique. La plus grande communauté juive d'Australie se trouve à Melbourne, avec environ 60 000 personnes, suivie de Sydney avec environ 45 000 membres. De petites communautés sont dispersées parmi les autres capitales des États.
Après la fin de la période coloniale britannique, les Juifs ont joui de l'égalité formelle devant la loi en Australie et n'ont pas été soumis à des discriminations civiles ou à d'autres formes d'antisémitisme d'État qui les auraient exclus de la pleine participation à la vie publique.
La grande synagogue de Sydney, de style gothique et consacrée en 1878, est un lieu de culte juif remarquable en Australie. Parmi les juifs australiens notables, on peut citer Sir John Monash, le général de la Première Guerre mondiale qui a ouvert le Maccabean Hall à Sydney en 1923 pour commémorer les Juifs qui ont combattu et sont morts pendant la Première Guerre mondiale et qui figure actuellement sur le billet australien de 100 $ ; et Sir Isaac Isaacs qui est devenu le premier gouverneur général né en Australie en 1930. Sir Zelman Cowen a également été gouverneur général, entre 1977 et 1982. Le musée juif de Sydney a ouvert ses portes en 1992 pour commémorer l'Holocauste et "mettre en question les perceptions des visiteurs sur la démocratie, la moralité, la justice sociale et les droits de l'homme".
Jusque dans les années 1930, toutes les synagogues d'Australie étaient théoriquement orthodoxes, la plupart reconnaissant la direction du grand rabbin du Royaume-Uni. À ce jour, la grande majorité des synagogues d'Australie sont orthodoxes. Cependant, il existe un large éventail de congrégations orthodoxes, y compris les congrégations Mizrachi, Habad et Adass Israël. Il existe également des congrégations séfarades.
Il y avait eu des efforts de courte durée pour établir des congrégations réformées dès les années 1890. Cependant, sous la direction d' Ada Phillips, une congrégation libérale, le Temple Beth Israel, a été établi à Melbourne. Par la suite, une autre synagogue liée au mouvement de réforme, le Temple Emanuel, a été établie à Sydney. À la suite de ces deux congrégations, un certain nombre d'autres synagogues libérales ont été fondées dans d'autres villes.
Depuis 1992, des services conservateurs (Massorti) alternatifs ont lieu généralement dans le Neuweg, la plus petite deuxième synagogue du Temple Emanuel dans la municipalité de Woollahra dans la banlieue Sydney. En 1999, Kehilat Nitzan, la première congrégation conservatrice (Massorti) de Melbourne a été créée, avec le président de la fondation John Rosenberg. La congrégation a nommé son premier rabbin, Ehud Bandel en 2006. En 2010, Beit Knesset Shalom est devenue la première synagogue conservatrice (Massorti) de Brisbane.
En 2012, la première congrégation juive humaniste, connue sous le nom de Kehilat Kolenu, a été établie à Melbourne avec des liens avec le mouvement culturel de la jeunesse juive Habonim Dror. Plus tard en 2012, une congrégation similaire a été créée à Sydney, connue sous le nom d'Ayelet HaShachar. La liturgie est vaguement basée sur le mouvement juif humaniste aux États-Unis et le groupe de prière musicale Nava Tehila en Israël.

### Foi baha’ie

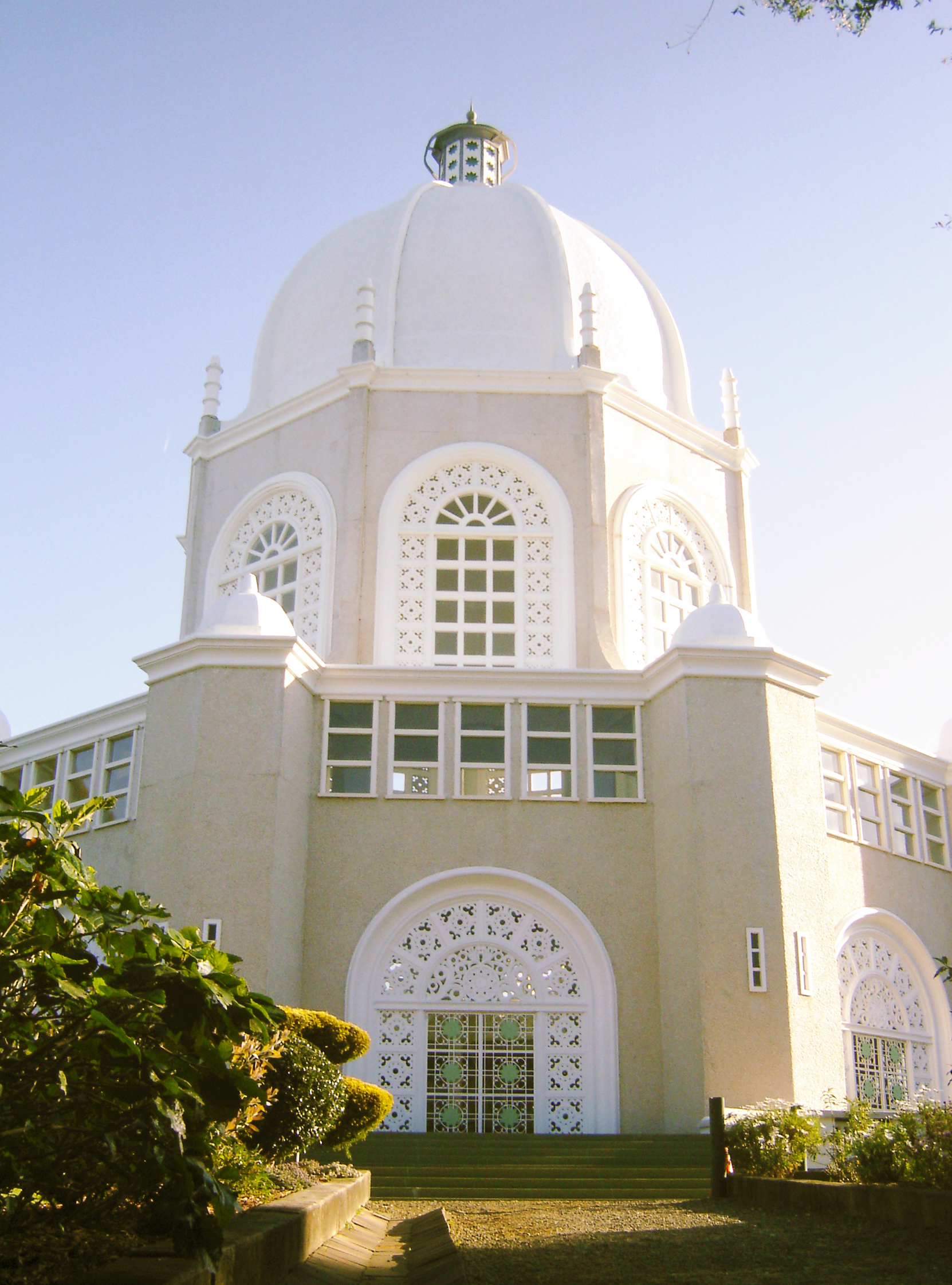
Temple bahá'í de Sydney

La foi baha’ie est arrivée pour la première fois en Australie en 1922 et, avec moins de 0,1 % de la population totale, est l'une des plus petites minorités religieuses. Le temple baha’i de Sydney est situé à Ingleside, une banlieue au nord de Sydney. Selon Jennifer Taylor, historienne à l'Université de Sydney, il fait partie des quatre édifices religieux les plus importants de Sydney construits au XXe siècle. Dédiée en 1961, c'était aussi la quatrième maison d'adoration baha’ie au monde à être achevée.
Le recensement australien de 1996 répertorie le nombre de membres de la foi baha’ie à un peu moins de 9 000. L'Association of Religion Data Archives (en s'appuyant sur l'Encyclopédie chrétienne mondiale) a estimé qu'il y avait en Australie quelque 17 700 baha’is en 2005, et plus de 19 300 en 2010. Cependant, les données du recensement de 2016 ont fait état d'une population beaucoup plus faible de seulement 13 988 habitants.

## Religions indiennes/dharmiques

### Hindouisme

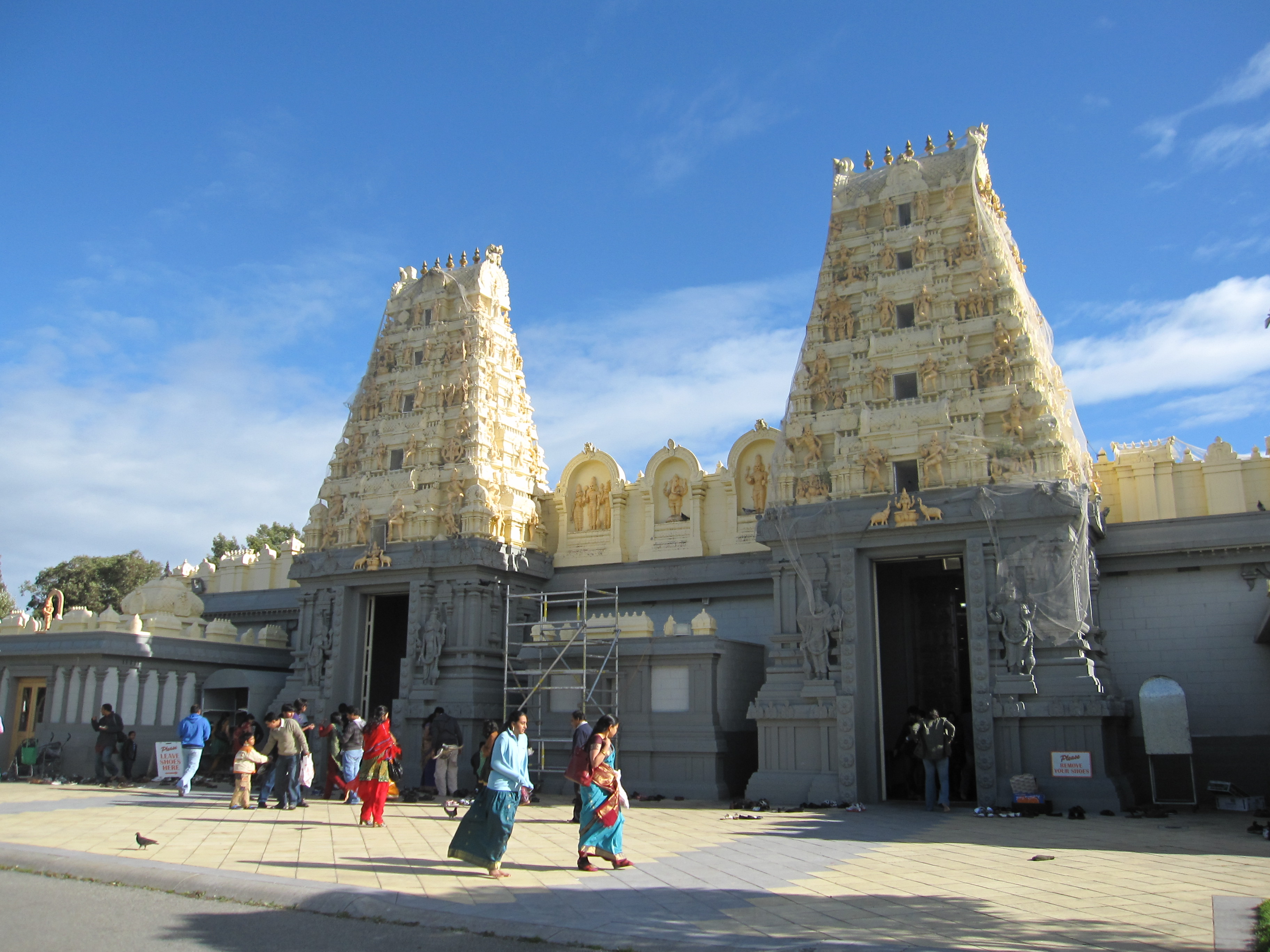
Temple de Shiva Vishnu à Melbourne.

Les hindous sont au nombre de 440 300 en Australie selon le recensement de 2016, faisant de l'hindouisme la cinquième religion quant au nombre de fidèles, et la deuxième à la croissance la plus rapide du pays (12,0 % par an depuis 2011). Les premiers hindous sont arrivés en Australie au XIXe siècle pour travailler dans les plantations de coton et de canne à sucre. Beaucoup de ceux qui sont restés travaillaient dans de petites entreprises, comme chameliers, marchands et colporteurs, vendant des marchandises entre de petites communautés rurales. Leur population a considérablement augmenté entre les années 1960 et 1970 et a plus que doublé entre les recensements de 1996 et 2006 pour atteindre environ 148 000 personnes. La plupart étaient des migrants de pays tels que les Fidji, l'Inde, le Sri Lanka, la Malaisie, Singapour et l'Afrique du Sud. À l'heure actuelle, de nombreux hindous sont des professionnels bien formés dans des domaines tels que la médecine, l'ingénierie, le commerce et les technologies de l'information. Parmi les hindous les plus connus d'Australie figure le chanteur Kamahl. Il y a environ quarante-trois temples hindous en Australie, le temple Sri Mandir à Auburn, Sydney, étant le premier temple. Il a été créé en 1977 pour répondre aux besoins de la communauté hindoue en pleine croissance.

### Bouddhisme

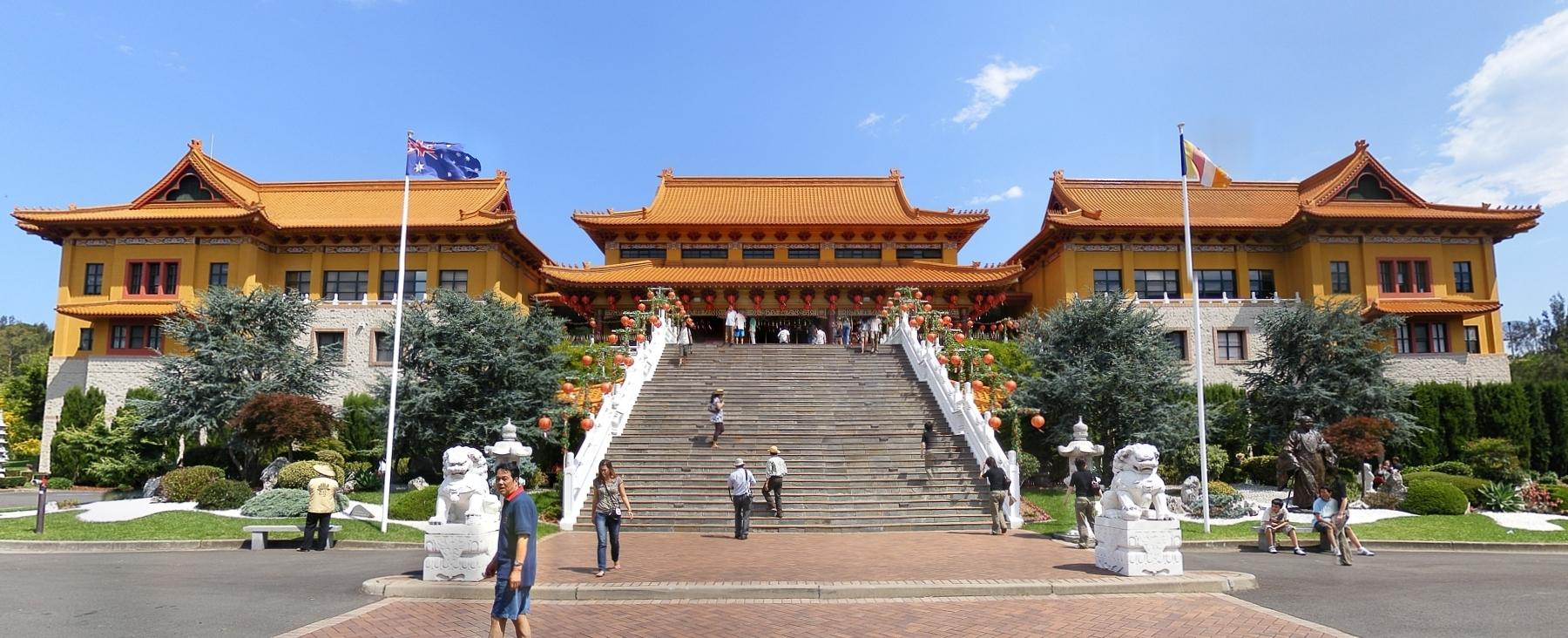
Temple Nan Tien du bouddhisme chinois Fo Guang Shan, à Wollongong.

Les bouddhistes ont commencé à arriver en Australie en grand nombre pendant la ruée vers l'or des années 1850 avec un afflux de mineurs chinois. Cependant, la population est restée faible jusque dans les années 1960. Le bouddhisme est aujourd'hui l'une des religions à la croissance la plus rapide en Australie. L'immigration en provenance d'Asie y a contribué, mais certaines personnes d'origine non asiatique se sont également converties. Les trois principales traditions du bouddhisme - theravada, est-asiatique et tibétaine - sont désormais représentées en Australie. Selon le recensement de 2016, le bouddhisme compte 563 700 adeptes, soit 2,4 % de la population totale.
Les temples bouddhistes peuvent être très actifs. Le temple Quang Minh à Braybrook dans la banlieue de Melbourne accueille environ 2 000 personnes chaque dimanche et offre un repas végétarien gratuit à environ 600 personnes. Pour les événements importants, plus de 20 000 personnes viennent. Encore plus viennent au temple Nan Tien, ou "temple du paradis du sud", à Wollongong, en Nouvelle-Galles du Sud, dont la construction a commencé au début des années 1990, adoptant le style de construction des palais chinois et est maintenant le plus grand temple bouddhiste de l'hémisphère sud. Ce temple suit le vénérable maître Hsing Yun de l'ordre bouddhiste Fo Guang Shan. Le monastère de Bodhinyana est un monastère bouddhiste theravāda de la tradition forestière thaïlandaise situé à Serpentine, en Australie occidentale.

### Sikhisme

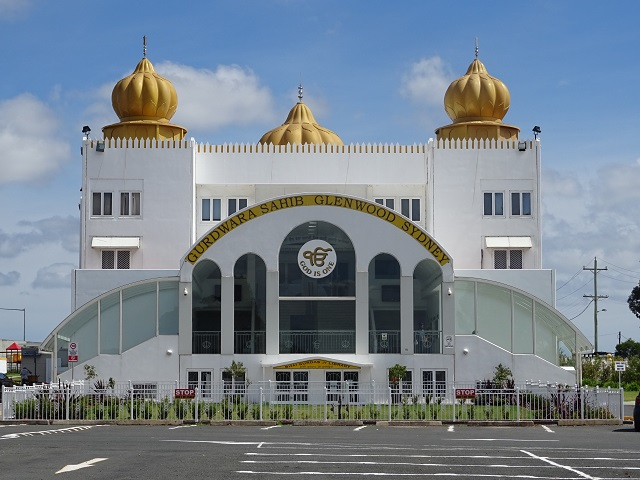
Sri Guru Singh Sabha Gurudwara (Temple), Glenwood, Nouvelle-Galles du Sud.

Le sikhisme est actuellement la religion qui connaît la croissance la plus rapide en Australie. Selon les données du recensement, la population sikhe d'Australie est passée de 72 000 à 126 000 entre 2011 et 2016, soit un taux de croissance moyen de 14,8 % par an. Environ 42 % des sikhs australiens vivent dans l'État de Victoria.

### Jaïnisme
Le jaïnisme est actuellement la quatrième religion à la croissance la plus rapide en Australie, enregistrant 4 050 adhérents en 2016 et augmentant en moyenne de 7,7 % par an. L'écrasante majorité (94,7 %) des jaïns vivent dans les capitales des États, principalement Sydney, Melbourne et Perth.

## Irréligion

### Non religieux
L'Australie est l'une des nations les moins religieuses parmi les pays industrialisés, la religion n'étant pas considérée comme un élément central de leur vie par de nombreuses personnes. Ce point de vue est prédominant parmi les jeunes australiens, qui ont été classés comme les moins religieux du monde dans une enquête de 2008 menée par The Christian Science Monitor. Lors du recensement de 2016, l'ABS a classé 7 040 700 Australiens (30,1 %) comme n'ayant aucune religion, contre 4 796 800 (22,3 %) en 2011. Cette catégorie comprend l'agnosticisme, l'athéisme, l'humanisme, le rationalisme et les personnes non affiliées à une religion particulière.

### Athéisme
Alors que les personnes sans religion représentent plus de 30 % de la population australienne, le Bureau australien des statistiques ne fournit pas d'informations dans le "1301.0 - Year Book Australia" annuel sur l'appartenance religieuse quant au nombre de personnes appartenant à chaque sous-catégorie. Les données sur l'appartenance religieuse ne sont collectées par l'ABS que lors du recensement quinquennal de la population. Les intérêts athées en Australie sont représentés à l'échelle nationale par la Fondation athée d'Australie. Les intérêts humanistes en Australie sont représentés au niveau national par le Conseil des sociétés humanistes australiennes. Les intérêts rationalistes en Australie sont représentés à l'échelle nationale par la Société rationaliste d’Australie. La Convention athée mondiale, un événement athée de premier plan, s'est tenue à Melbourne.

## Autres religions
Le recensement de 2006  montre 53 groupes répertoriés jusqu'à 5 000 membres, la plupart d'entre eux de confessions chrétiennes, dont beaucoup de versions nationales telles que des Églises orthodoxes de culture grecque, L’Église orthodoxe serbe et l'Église syriaque orthodoxe. Parmi les religions plus petites, les religions païennes comptent 29 328 fidèles, la foi baha’ie 12 000, l'humanisme environ 7 000. Les religions suivantes comptent entre 1000 et 5000 fidèles : le taoïsme, la religion druse, le satanisme, le zoroastrisme, le rationalisme, le  mouvement de la créativité, la théosophie, le jaïnisme. Il y a aussi des adeptes du Tenrikyo, du Shinto, de l'Universalisme Unitaire, de l'Eckankar, du Caodaïsme, du Rastafari, du Panthéisme, de la Scientologie et du Raëlisme,.
En général, les religions non chrétiennes et les personnes sans religion ont augmenté proportionnellement à la population globale. Avec moins de classifications, les données de 1996 et 2001 ont montré que la religion autochtone diminuait de 7 000 à 5 000 tandis que les baha’is passaient d'un peu moins de 9 000 à plus de 11 000 et que le reste de la catégorie « Autre » passait d'environ 69 000 à environ 92 000.

### Paganisme
Les Wiccans alexandrins et les Wiccans gardneriens sont arrivés en Australie depuis l'Angleterre et les États-Unis vers la fin des années 1960.
Lors du recensement de 2011, 32 083 Australiens ont identifié leur religion comme une religion païenne, dont 8 413 personnes qui ont identifié leur religion comme étant la Wicca ou la sorcellerie.